# Cosimo Fanzago
Cosimo Fanzago (Clusone, 13 ottobre 1591 – Napoli, 13 febbraio 1678) è stato uno scultore e architetto italiano, attivo soprattutto a Napoli.

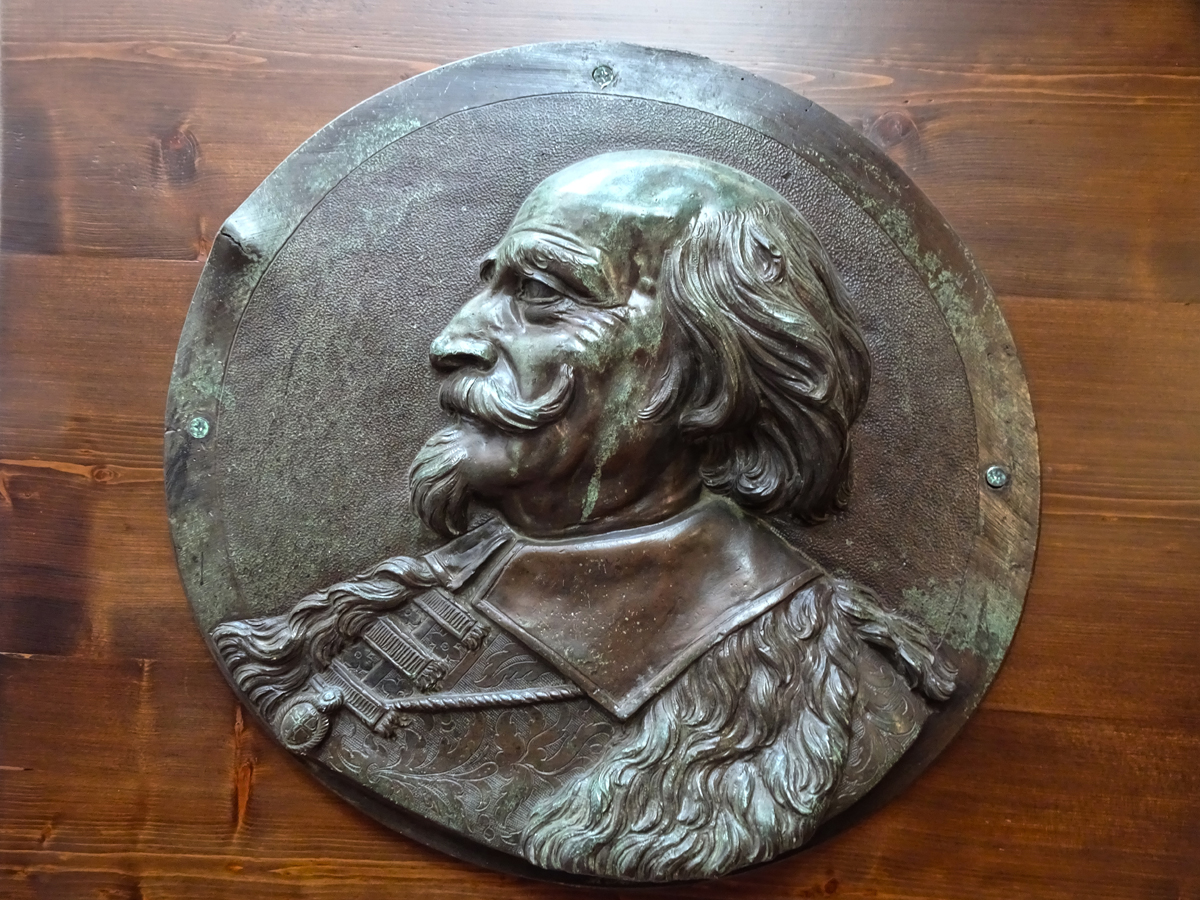
Autoritratto di Cosimo Fanzago (in origine parte dell'obelisco di Carlo II d'Asburgo ad Avellino)

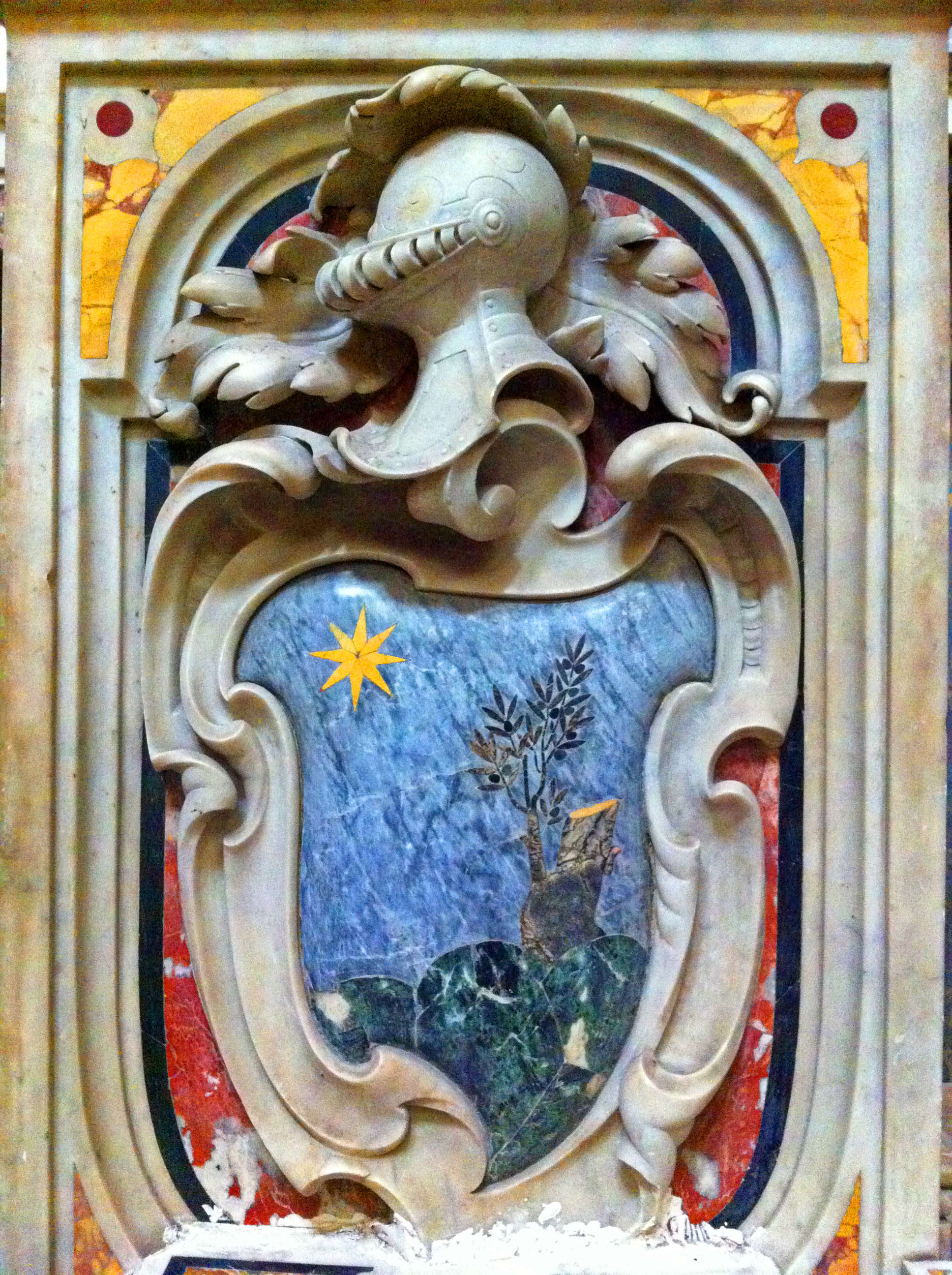
Particolare dell'arme degli Sclano, Conti di Montesanto, su uno dei due basamenti delle colonne portanti dell'altare di San Francesco Saverio al Gesù Vecchio (Napoli)

La sua raffinatezza stilistica contribuisce a renderlo uno dei più importanti architetti e scultori del Seicento, promotore dello sviluppo di un'originale versione locale del barocco, fatta di ricchi intarsi di marmi colorati che ornano strutture ancora permeate di rigore manierista.

## Biografia

### In Lombardia

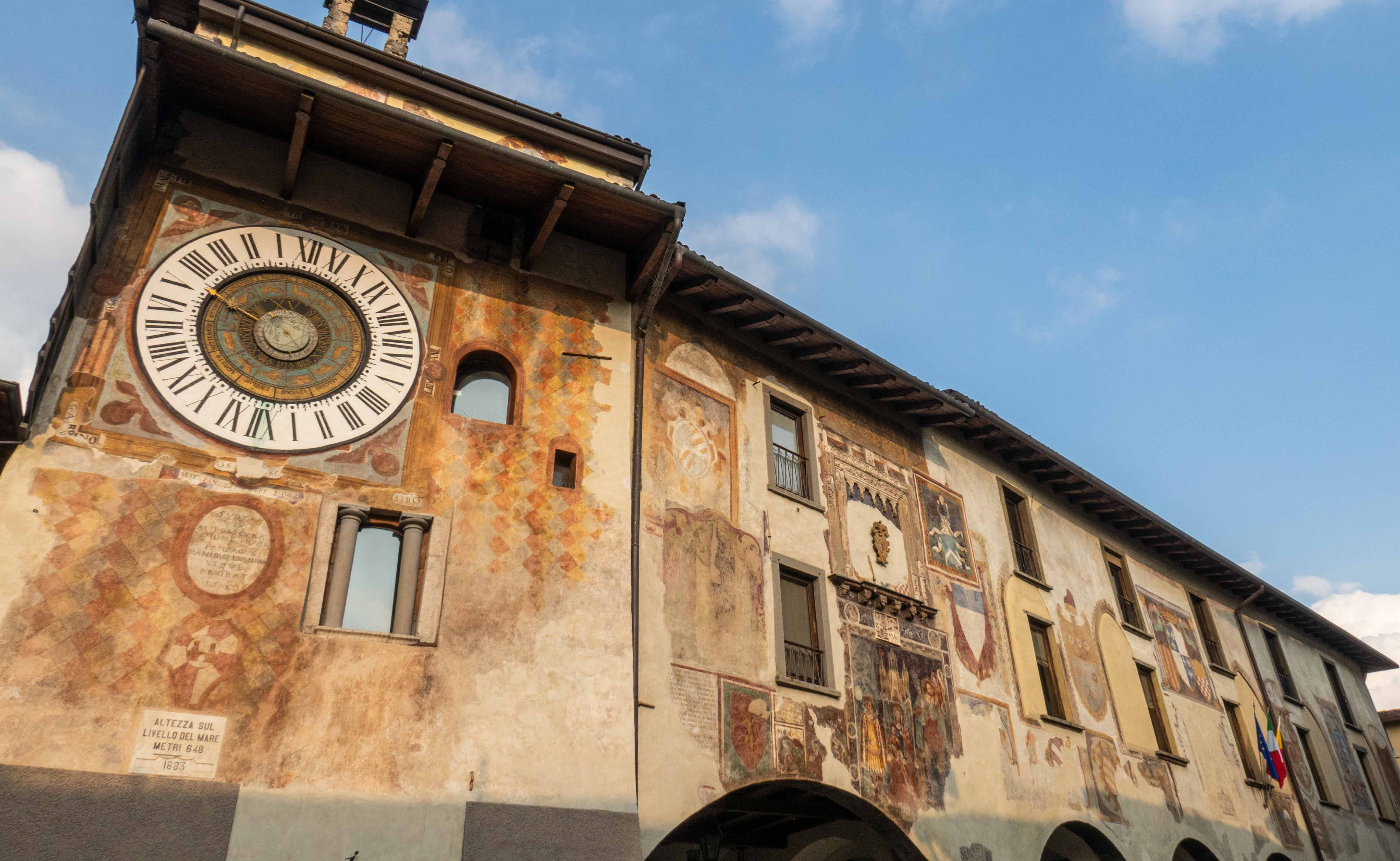
L'orologio di Fanzago a Clusone (progettato da Pietro, zio di Cosimo)

Cosimo Fanzago nasce a Clusone nel 1591 da Ascenzio e da Lucia Bonicelli, discendente dell'illustre famiglia di orpellari dei Fanzago, derivanti dal casato Aliprandi. Lo zio Pietro è un ingegnere, matematico e fonditore noto per aver costruito l'orologio planetario di Clusone. È in questa esperienza familiare che il giovane Cosimo inizia a destreggiarsi nei primi rudimenti della scultura con ruoli limitati a quello di scalpellino e marmorario.
Gli inizi lombardi sono, con molta probabilità, accompagnati da brevi spostamenti verso le città di Bergamo e Milano dov'è fervente l'attività edilizia dei conventi, ancorché gli scultori attivi a Milano a cavallo tra Cinquecento e Seicento iniziano a elaborare nuove soluzioni plastiche dove la figura risulta svincolata dall'architettura. Cosimo Fanzago inizia a muovere i primi passi nella sua definizione artistica in questo contesto culturale pressoché dicotomico, dove la natia Bergamo fa parte politicamente sia della Repubblica di Venezia che della diocesi di Milano.

### A Napoli

#### L'ambiente partenopeo
Morto il padre, dopo una prima breve sosta a Chieti il Fanzago si trasferisce a diciassette anni, nel 1608, assieme alla madre a Napoli, presso lo zio paterno Pompeo, che svolgeva nella capitale del viceregno il mestiere di intagliatore in legno e indoratore nonché Ufficiale delle Gabelle del Grano e delle Farine a Porta Capuana.
L'ambiente culturale cittadino che trova il Fanzago a Napoli è in pieno fermento, dove si assiste al proliferarsi nei primi decenni del Seicento di importanti architetture cittadine promosse dai vari viceré spagnoli, in cui trovano proprio autonomo spazio diversi architetti forestieri (Giovan Battista Cavagna, Giovanni Antonio Dosio, Domenico e Giulio Cesare Fontana, Francesco Grimaldi, Jacopo Lazzari e Bartolomeo Picchiatti). Sul campo scultoreo invece la scena era pressoché dominata da Michelangelo Naccherino, artista che ebbe la via spianata dopo che il suo collega, Pietro Bernini (padre del più noto Gian Lorenzo), lasciò la città nel 1606-1607 alla volta di Roma, e Girolamo D'Auria, cui si affiancheranno a partire dagli anni '30 circa altri scultori di ambito romano, come Giuliano Finelli e Andrea Bolgi.
Nel 1612 il Fanzago stipula un contratto lavorativo con il marmorario e scultore fiorentino Angelo Landi, arrivato a Napoli come molti altri artisti toscani al seguito di Giovanni Antonio Dosio per il grande cantiere della certosa di San Martino. Dal documento si apprende che il Fanzago vive, insieme ai familiari, alla Duchesca (alle spalle dell'attuale piazza Garibaldi) nelle case dello scultore Girolamo D'Auria, presso la cui bottega il bergamasco aveva mosso i primi passi in ambito partenopeo.
Contemporaneamente alla stipula del contratto venne scambiata anche promessa di matrimonio con la figlia del Landi, Felicia: dal cui matrimonio nasceranno in seguito Caterina Vittoria, Ascenzio, Orsola e Carlo, quest'ultimo che divenne continuatore dell'attività paterna anche in Spagna. I rapporti lavorativi col suocero furono ottimi anche dopo la scadenza biennale del contratto di lavoro e comunque fino alla morte di Landi, avvenuta nel 1620.

#### Le prime opere (1615-1624)
Le prime opere di Cosimo Fanzago sono documentate nel palazzo dei Regi Studi a Napoli, facente parte assieme a Bartolomeo Argenti dell'équipe di Domenico Fontana, architetto dell'edificio. Per la facciata del medesimo il Fanzago realizza i due stemmi araldici del viceré Pedro Fernández de Castro, VII conte di Lemos, finanziatore del cantiere, il cui palazzo era destinato secondo le sue intenzioni a ricoprire il ruolo di centro accademico al pari dell'Università di Salamanca, dove il conte aveva studiato. Databili tra il 1615 e il 1616, i due stemmi (oggi al Museo nazionale di San Martino) riscuotono subito i successi sperati, al punto che i due scultori vengono pagati 180 ducati in più della somma pattuita, per un totale di 1.120 ducati ciascuno (sorte che non toccò invece ad altri scultori attivi sul cantiere, come il D'Auria, il Naccherino, Tommaso Montani e Francesco Cassano che furono invece pagati meno di quanto pattuito).
Sempre nel 1615 il Fanzago è inoltre citato tra gli scultori attivi nel grande cantiere della cappella del Tesoro di san Gennaro (tra i maggiori e più importanti di natura barocca che si stava aprendo in città assieme al rifacimento della certosa di San Martino e a quello del Gesù Nuovo), seppur non si ha certezza su quale sia stato il suo intervento: il pagamento è riferito generalmente a un lavoro ornamentale in marmi nella cappella, probabilmente identificabile con le cornici. Nello stesso anno sempre per il duomo il cardinale Decio Carafa gli commissiona una lastra in marmo e ottone commemorativa dell'arcivescovo Mario Carafa, persa dopo i rifacimenti del 1742 promossi dal vescovo Giuseppe Spinelli.

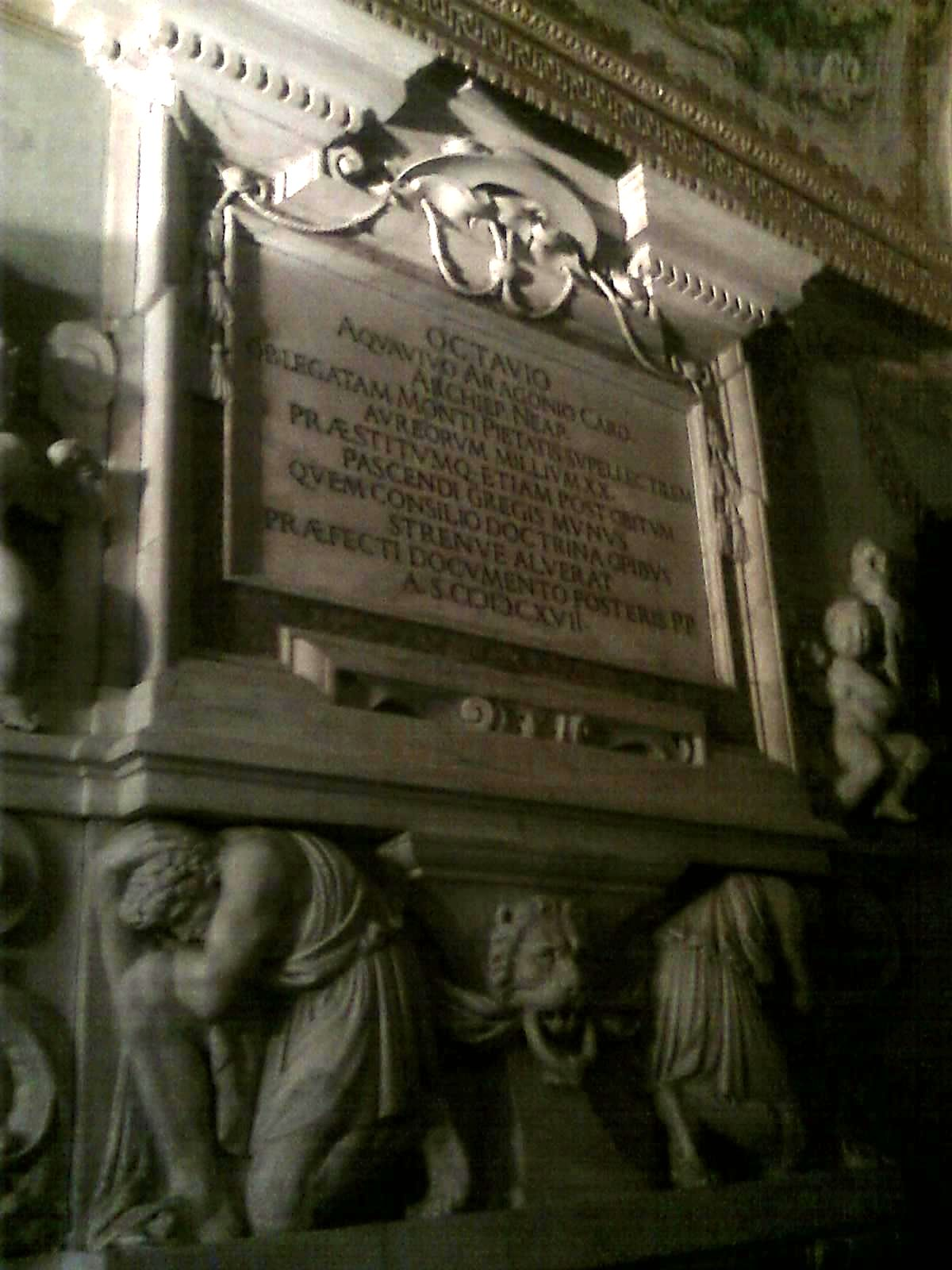
Sepolcro del Cardinale Ottavio Acquaviva (Monte di Pietà, Napoli)

Tratti più personali della sua scultura iniziarono a trovarsi nel Sant'Ignazio a Catanzaro, realizzato nel 1616 per Annibale Mannarino, prima opera di statuaria dell'artista e nel Sepolcro del Cardinale Ottavio Acquaviva, realizzato negli anni 1617-1618 per la cappella del Monte di Pietà a Napoli, che tuttavia manifesta ancora nell'impostazione una cultura tosco-romana dei monumenti funebri tardo-cinquecenteschi.
Nel 1618 il Fanzago è registrato ancora una volta assieme ad Angelo Landi nella realizzazione del rivestimento in marmi commessi del coro ligneo del duomo di Napoli; l'opera tuttavia sarà distrutta nel 1742 dopo i restauri del complesso. Si tratta della prima opera nota in marmo commesso del Fanzago, che da lì a breve diverrà la sua peculiare trama stilistica, talvolta incrostata di pietre dure e semipreziose.
Nel 1618 entra in un altre grande cantiere barocco della città (dopo quello di San Martino), realizzando per la cappella Borrello della chiesa del Gesù Nuovo le sculture a figura intera del Sant'Ambrogio e Sant'Agostino (in origine nelle due nicchie laterali, dal Settecento ricollocate nell'altare del transetto destro dedicato a San Francesco Saverio della stessa chiesa), i busti ad altorilievo sulle mensole superiori delle pareti laterali dei santi Aniello (a destra) e Aspreno (a sinistra), due coppie di angeli sui timpani delle pareti laterali e un'altra coppia reggitorcia sul vertice del timpano frontale. Costantino Marasi (incaricato di progettare e rivestire con i marmi tutta la cappella) lo chiama per realizzare le diverse opere in marmo utili ad allestire l'intera scenografia, compresi alcuni festoni e altri cartelli marmorei, per le quali riceve alla data del 1621 un importo complessivo pari a 866 ducati. Questo lavoro costituisce una delle commesse più importanti del Fanzago dei suoi primi anni.

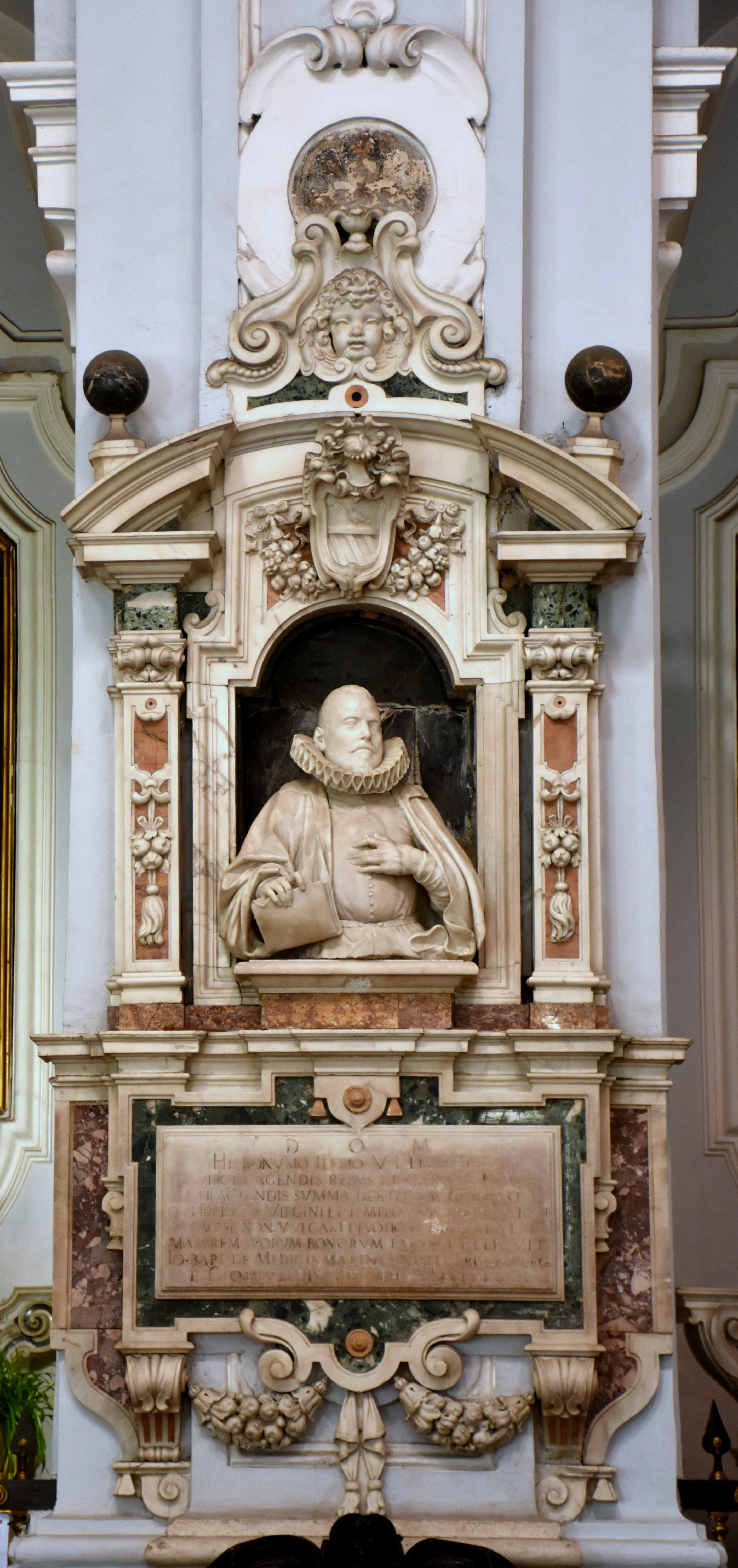
Tomba di Girolamo Flerio (chiesa di Santa Maria di Costantinopoli, Napoli)

Tra il 1619 e il 1621 lavora su committenza di Federico Gentile per la cappella gentilizia nella chiesa di Santa Maria Maggiore a Barletta, dove fornisce, ancora una volta assieme al suocero Landi (sarà l'ultima collaborazione tra i due, poiché questi muore nel 1620), i marmi commessi utilizzati per la sua decorazione e realizza il monumento funebre del committente. Tuttavia anche di questo apparato decorativo si sono perdute le tracce a seguito dei diversi restauri settecenteschi, mentre la lastra tombale con il ritratto marmoreo di un altro esponente del casato Gentile, Michele, che esiste in loco appartengono a uno ignoto scultore cinquecentesco.
Tra il 1619 e il 1624 Fanzago disegna il tabernacolo dell'altare di Santa Patrizia, oggi al Museo di Capodimonte, decorato con marmi commessi, pietre dure e sculture in bronzo dorato di Nicola Botti, del fratello Salvatore, di Francesco Balsimelli e Tommaso Montani. L'altare è stato, negli anni 1970, mutilato delle sue decorazioni e solo successivamente sono state ritrovate le statuine in bronzo delle Virtù realizzate dal Fanzago. Contemporaneamente realizza un altro monumento funebre che è invece scampato ai rifacimenti postumi, la Tomba con il ritratto marmoreo di Girolamo Flerio, nella chiesa di Santa Maria di Costantinopoli a Napoli. Girolamo Flerio era un giurista benefattore della chiesa napoletana dov'è il suo monumento, che finanziò i suoi lavori interni commissionando al Fanzago stesso anche la realizzazione dell'altare maggiore, che tuttavia seppur l'incarico risale al 1621, poco prima della morte del nobile napoletano, la sua conclusione avverrà solo a metà del Seicento. Il monumento sepolcrale richiama nell'impostazione una precedente che il collega Argenti realizza nella cappella Fontana in Sant'Anna dei Lombardi, il monumento funebre a Domenico, ricollocato successivamente nella chiesa di Monteoliveto: tuttavia già nell'opera di Fanzago si nota l'intenzione dello scultore di svincolarsi dai modi tardo-manieristi ancora presenti in città. Il ritratto del giurista a mezzo busto e di tre quarti dimostra la vicinanza concettuale con i monumenti funebri romani di Domenico Fontana e del Dosio, che probabilmente il Fanzago avrebbe appreso in occasione di un viaggio a Roma avuto documentato nel 1621, mentre a Napoli esisteva al tempo la figura intera (in piedi o più genericamente distesa con capo sollevato su un braccio), mentre quella seicentesca dettata dal Naccherino vedeva il defunto ritratto inginocchiato sul sarcofago.
In seguito alla morte del suocero Angelo Landi, Fanzago si trasferisce in via dei Cavaioli, nei pressi della chiesa di Santa Maria Ognibene, dove gli venne ceduto un piccolo terreno per fabbricarvi sopra un'abitazione con giardino e laboratorio, in cui poteva ospitare i suoi collaboratori.

### La maturità (1623-1656)

#### Il cantiere della certosa di San Martino

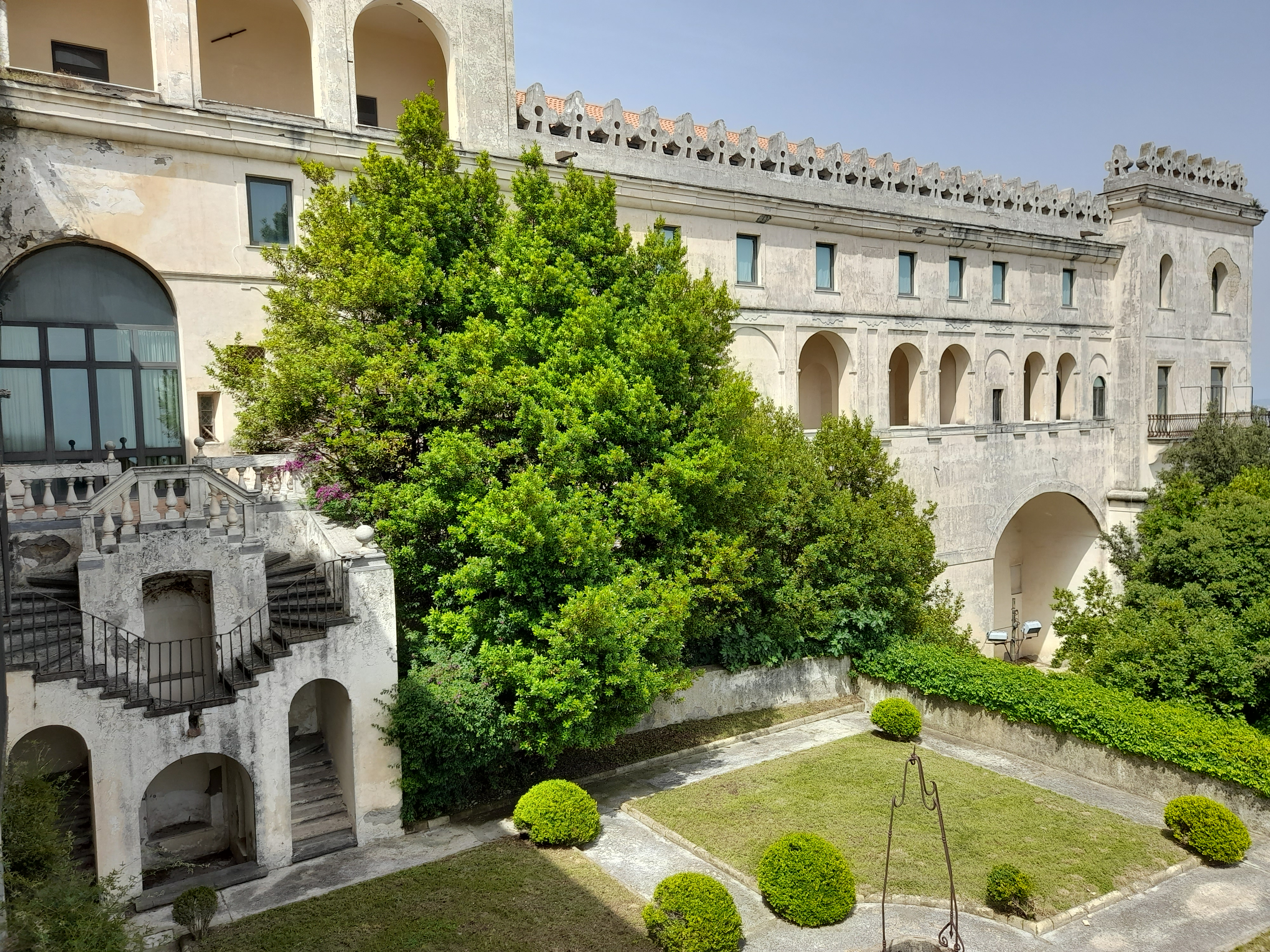
Complesso della certosa di San Martino a Napoli (particolare della scala monumentale sui giardini pensili)

A partire dal 1623 l'architetto inizia a lavorare per i certosini di San Martino (con cui aveva stipulato contratto circa dieci anni prima). Il cantiere costituirà il più prestigioso per l'artista, luogo dove l'estro creativo del Fanzago ha il suo momento più felice, presso cui sarà operativo nell'arco di trentatré anni e dove darà prova delle sue abilità in tutte le discipline a egli congeniali: architettura, scultura e progetti decorativi. Si tratta del cantiere più importante della città in quegli anni, dove vi lavorano tutti i più noti artisti locali (Ribera, Giordano, Stanzione, Battistello Caracciolo, Vaccaro) del tempo e forestieri (Guido Reni, Giovanni Lanfranco, Simon Vouet, Carlo Maratta). 

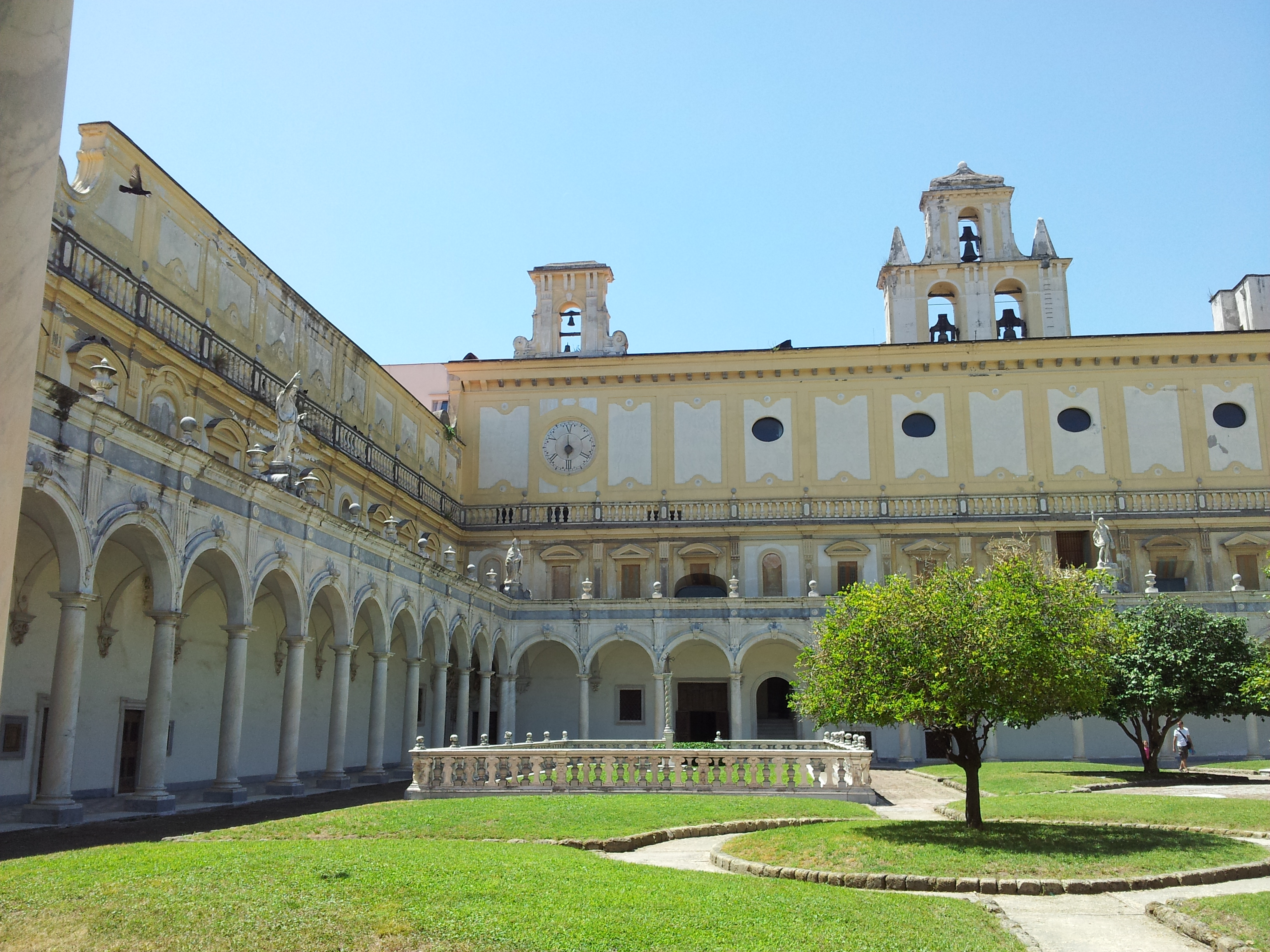
Chiostro Grande di San Martino (vista sul cimitero del priore)

Avviato alle dipendenze di Giovan Giacomo Di Conforto (architetto designato al cantiere dal 1618), il Fanzago interviene in prima battuta nelle decorazioni del chiostro Grande, dov'è citato come "capo dell'opera", realizzando intorno al 1625 le sculture che lo coronano: San Pietro, San Paolo, San Giovanni Battista e San Bruno, iniziate da Giovanni Caccini a Livorno nel 1593 e ultimate dallo scultore bergamasco, e inoltre la Santa Lucia, compiuta su una preesistente scultura antica.
 

Tra il 1626 e il 1628 Fanzago viene accusato dell'omicidio, o come mandante, del marmoraro Nicola Botti, collaboratore presso la certosa e nel tabernacolo di Santa Patrizia, e per tali ragioni è allontanato dai certosini per un breve periodo, durante il quale l'artista fa alcune tappe in nord Italia.

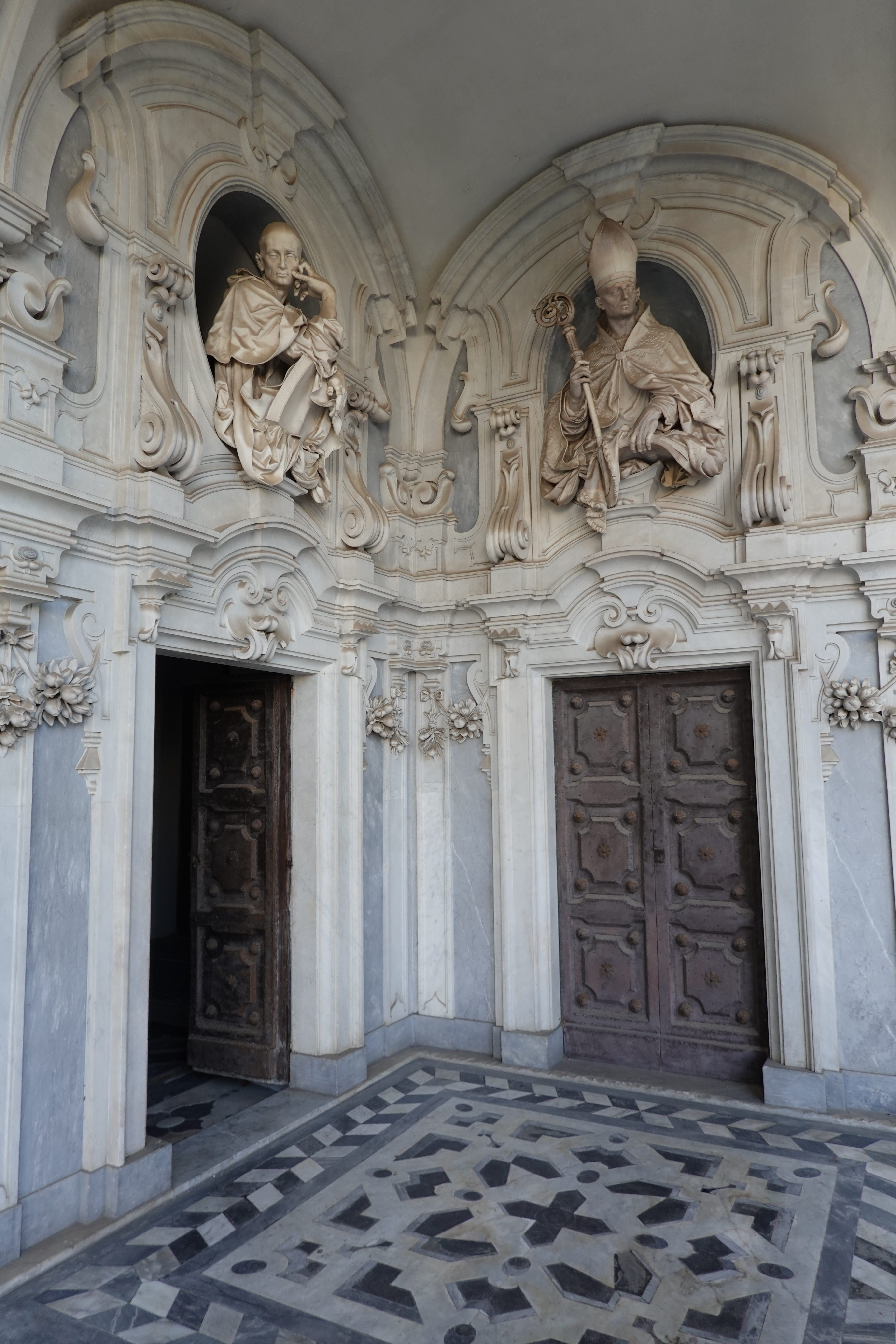
Chiostro Grande di San Martino (particolare dei busti del Beato Nicolò Albergati e Sant'Ugo)

Nel 1630 Giovan Giacomo Di Conforto muore, pertanto il Fanzago diviene direttore dei lavori presso la certosa, consacrando definitivamente il suo ruolo artistico nella città partenopea. Tra il 1630 e il 1647 l'architetto lavora al rimaneggiamento della chiesa delle Donne della certosa: progetta la facciata a serliana e le decorazioni in commesso marmoreo interne, torna nel chiostro Grande dove esegue il pavimento bicromo bianco-nero, progetta e realizza la balaustra con teschi nel cimitero del priore, i busti dei santi certosini (il Beato Nicolò Albergati, Sant'Ugo, San Bruno, il Beato Landuino e Sant'Anselmo), la scaletta cosiddetta a "calicò" nel giardino pensile dei monaci, nonché il corridoio di collegamento tra la chiesa e lo spazio monasteriale (cosiddetto corridoio fanzaghiano) e le decorazioni del chiostro dei Conversi.
Al 1631 risulta aver incassato già un compenso di circa 13.400 ducati, cui erano compresi gli interventi del chiostro Grande e quelli decorativi della chiesa della certosa, nello specifico su tre cappelle laterali (quelle di San Gennaro, San Bruno e San Giovanni Battista) e su tutta la navata (pavimento e colonne).

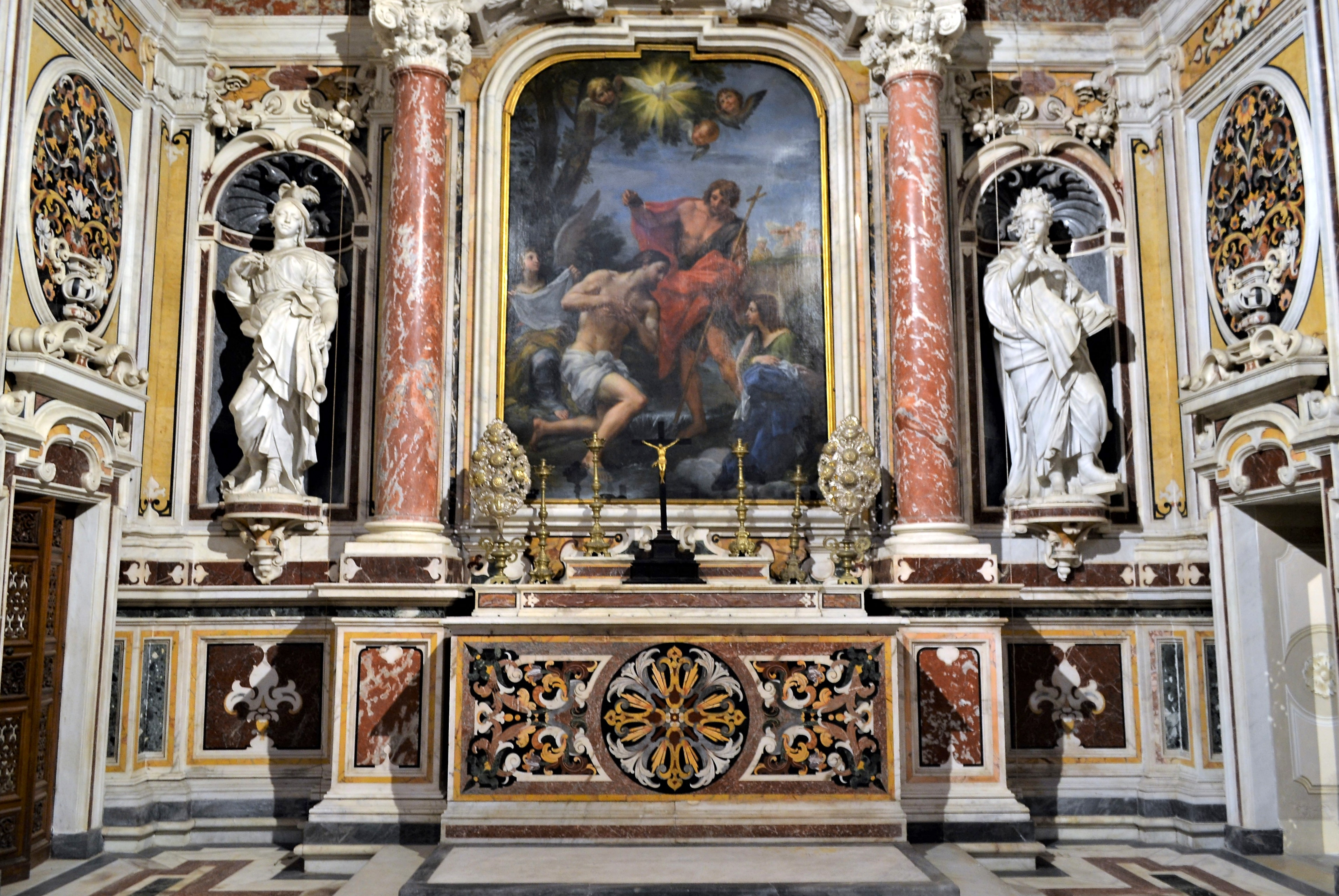
Cappella di San Giovanni Battista (certosa di San Martino)

Il Fanzago nel frattempo, prima di portare a termine questo della certosa, non si esonera dall'accettare altri lavori in contemporanea. La gran mole di lavoro che si procura gli causa però screzi con i padri certosini che lo tacciano di essere una persona inadempiente ai contratti presi, cui seguirono non poche dispute legali con i committenti per il mancato rispetto dei tempi di consegna dell'opera. Le vicissitudini giudiziarie non riguardano solo i padri certosini, ma anche gli altri committenti che nel contempo si erano visti accettare dal Fanzago commesse cui non riusciva a dare seguito positivo (i ricorrenti ritardi di consegna delle opere commissionategli saranno per il Fanzago uno dei suoi limiti più evidenti e discussi durante l'attività artistica). Curiosa fu la vertenza che ebbe con le monache di San Sebastiano (presso cui una delle figlie del Fanzago aveva intenzione di prendere i voti), dove l'architetto si adirò per l'assegnazione del cantiere della chiesa a Giuseppe Nuvolo, già investito di questo ruolo in origine, ma poi trasferito al Fanzago che riprogettò completamente l'edificio, senza essere pagato ancorché la realizzazione avvenne a proprio carico. 
Nello stesso tempo l'architetto progetta un ulteriore ampliamento della facciata della chiesa delle Donne, che tuttavia viene rigettato dai monaci certosini poiché i lavori erano già in corso d'opera. 
La disputa con i certosini si risolve solo nel 1656, in occasione dello scoppio della peste a Napoli, allorché il Fanzago lascia il cantiere in controversia senza ultimare i progetti avviati (tra cui il pavimento marmoreo della navata, che viene continuato e completato nove anni dopo da Bonaventura Presti). Anche dopo l'estromissione forzata dal cantiere di San Martino i contrasti e le vertenze con i monaci continuarono fino a chiedere la scomunica dello scultore e architetto per la pessima condotta lavorativa con la committenza. 
La statua dell'Immacolata che il Fanzago aveva realizzato per il nuovo disegno architettonico della facciata della chiesa, che avrebbe dovuto svettare al centro della medesima, viene trattenuta dall'artista indispettito e ricollocata nella cappella Palatina del palazzo Reale, presso cui prese le redini del cantiere nel 1656 per volere del viceré García de Avellaneda y Haro, conte di Castrillo.

#### I lavori a Montecassino, in nord Italia e a Salamanca
Durante il cantiere di San Martino il Fanzago risulta attivo anche fuori Napoli. Presso l'abbazia di Montecassino fornisce modelli per le sculture e i progetti di ammodernamento barocchi della chiesa (che tuttavia si perderanno in gran parte durante la seconda guerra mondiale) e dello spazio monasteriale.

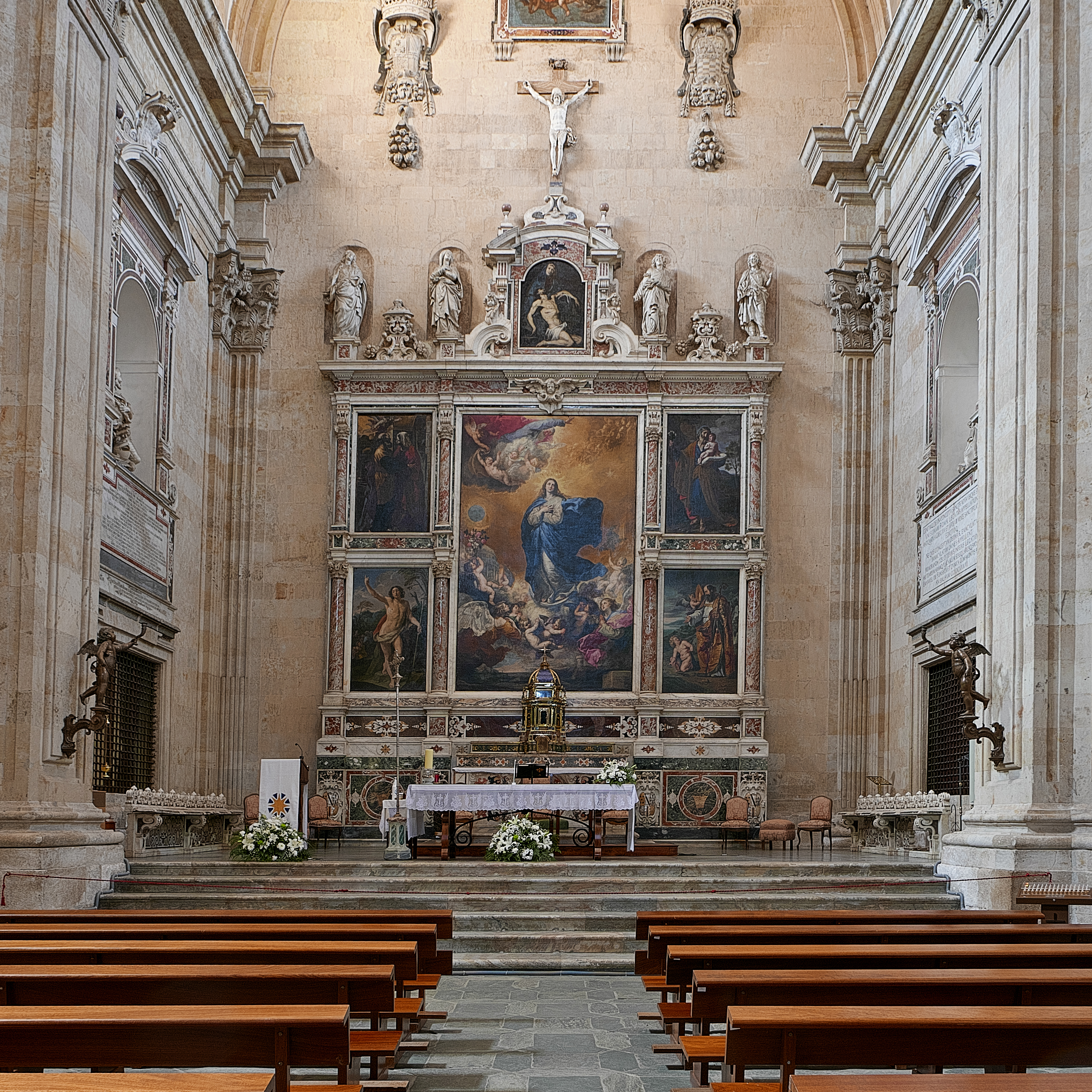
Altare con retablo marmoreo (chiesa degli Agostiniani, Salamanca)

Nel 1629 è addirittura in nord Italia, dove sigla il contratto per la realizzazione dell'altare maggiore della chiesa di San Nicolò a Lido di Venezia, saldato con 2.000 scudi solo dopo una vertenza conclusasi nel 1654, avanzata dai monaci benedettini contro lo scultore poiché l'opera fu, a loro giudizio, diversa in svariati punti rispetto al disegno originale, la cui esecuzione visse anche un'interruzione temporanea per via della peste che colpì la cittadina nel 1630 e che fu ultimata materialmente grazie al collaboratore Andrea Lazzari, giunto in laguna nel 1633.
Il Fanzago è in quel giro d'anni anche nella sua città natale per concludere alcuni affari di famiglia e poi a Bergamo, dove fornisce i progetti per le chiese di Sant'Agata dei Teatini, della Madonna della Neve, quest'ultima a pianta ottagonale che custodisce quattro statue disegnate ancora dal Fanzago, e di Santa Maria Immacolata delle Grazie. Tuttavia nonostante la distanza continua a seguire i lavori napoletani nella certosa e anche quelli della chiesa del complesso della Santissima Trinità delle Monache, altro importante cantiere su cui era attivo in quel tempo, il cui pagamento finale risale al 1628.
Dal 1631 alla metà degli anni trenta del Seicento la fama del Fanzago cresce al punto da riuscire ottenere commesse anche in Spagna: con la venuta del viceré Manuel de Acevedo y Zúñiga, infatti, gli viene richiesto (assieme al Picchiatti) di disegnare e realizzare la chiesa degli Agostiniani scalzi a Salamanca. Al Picchiatti viene affidato il compito di progettare l'intera chiesa, mentre al Fanzago quello di eseguire il pulpito marmoreo, il retablo dell'altare maggiore e il portale d'ingresso.

#### Le commesse gesuitiche napoletane
Contemporaneamente ai lavori per la certosa di San Martino, a partire dal 1628 e continuando per circa un quarantennio il Fanzago si trova a lavorare anche in altri grandi cantieri barocchi della città, in particolar modo quelli delle tre chiese gesuitiche cittadine (San Francesco Saverio, poi divenuta San Ferdinando, Gesù Vecchio e Gesù Nuovo) e quelli finanziati dalla Deputazione di San Gennaro (la cappella del Tesoro e l'obelisco del santo).

Nel 1632 Fanzago è operativo presso la basilica del Gesù Vecchio con la realizzazione dei due altari del transetto, da un lato quello di San Francesco Saverio, commissionato per la antica e nobile famiglia Sclano, conti di Montesanto, che finanziano i lavori con un esborso di 4.500 ducati, il cui stemma è raffigurato in due bassorilievi in marmo ai lati dell'altare, dove entro due nicchie esegue personalmente anche le statue di Geremia e Isaia, tra i primi capolavori di scultura del Fanzago, dall'altro quello di Sant'Ignazio (di cui sono escluse le statue nelle nicchie di Gedeone e Giosuè, poiché saranno realizzate invece da Matteo Bottiglieri su disegno di Francesco Solimena).

Chiesa del Gesù Vecchio
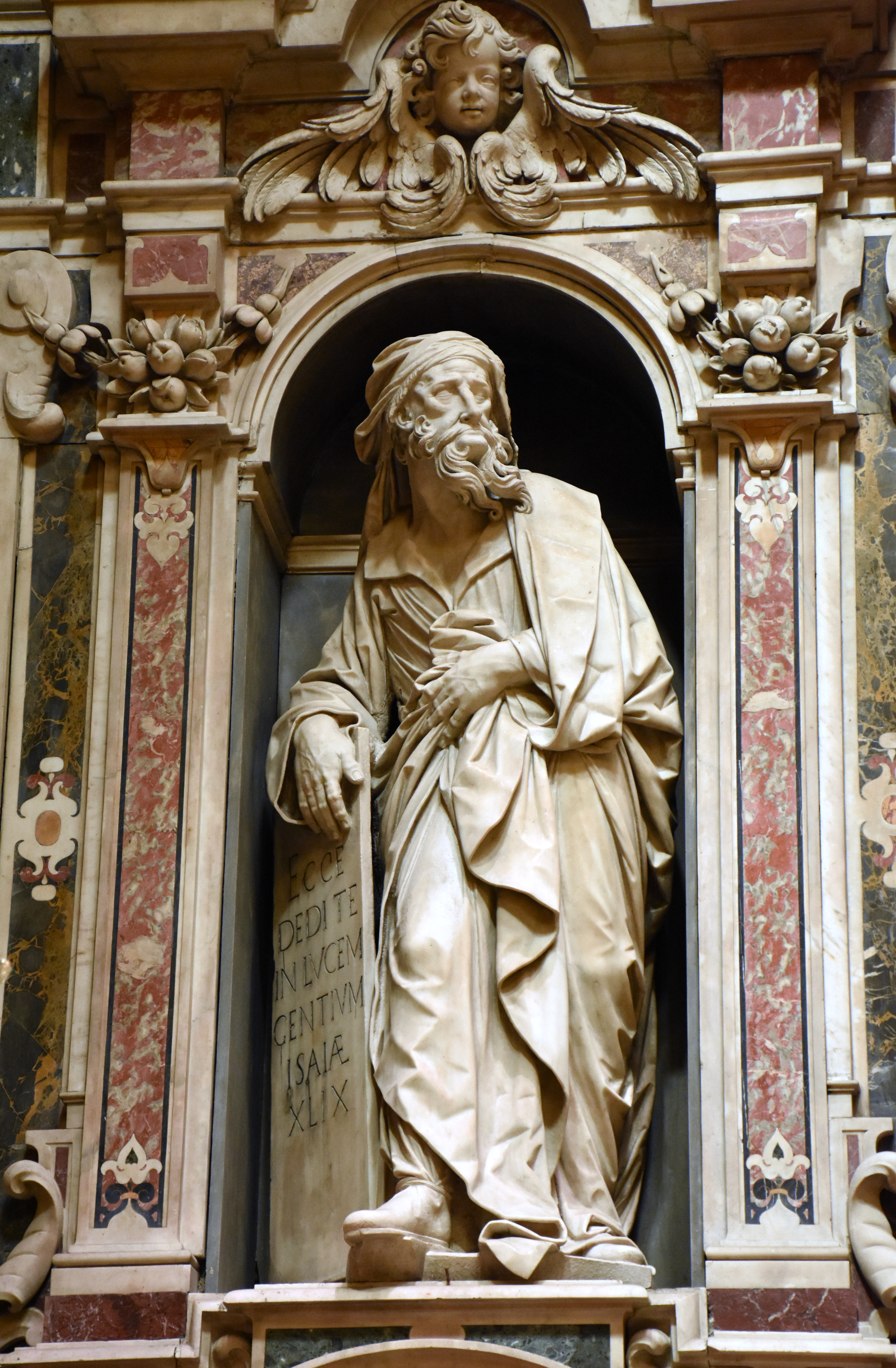
Isaia
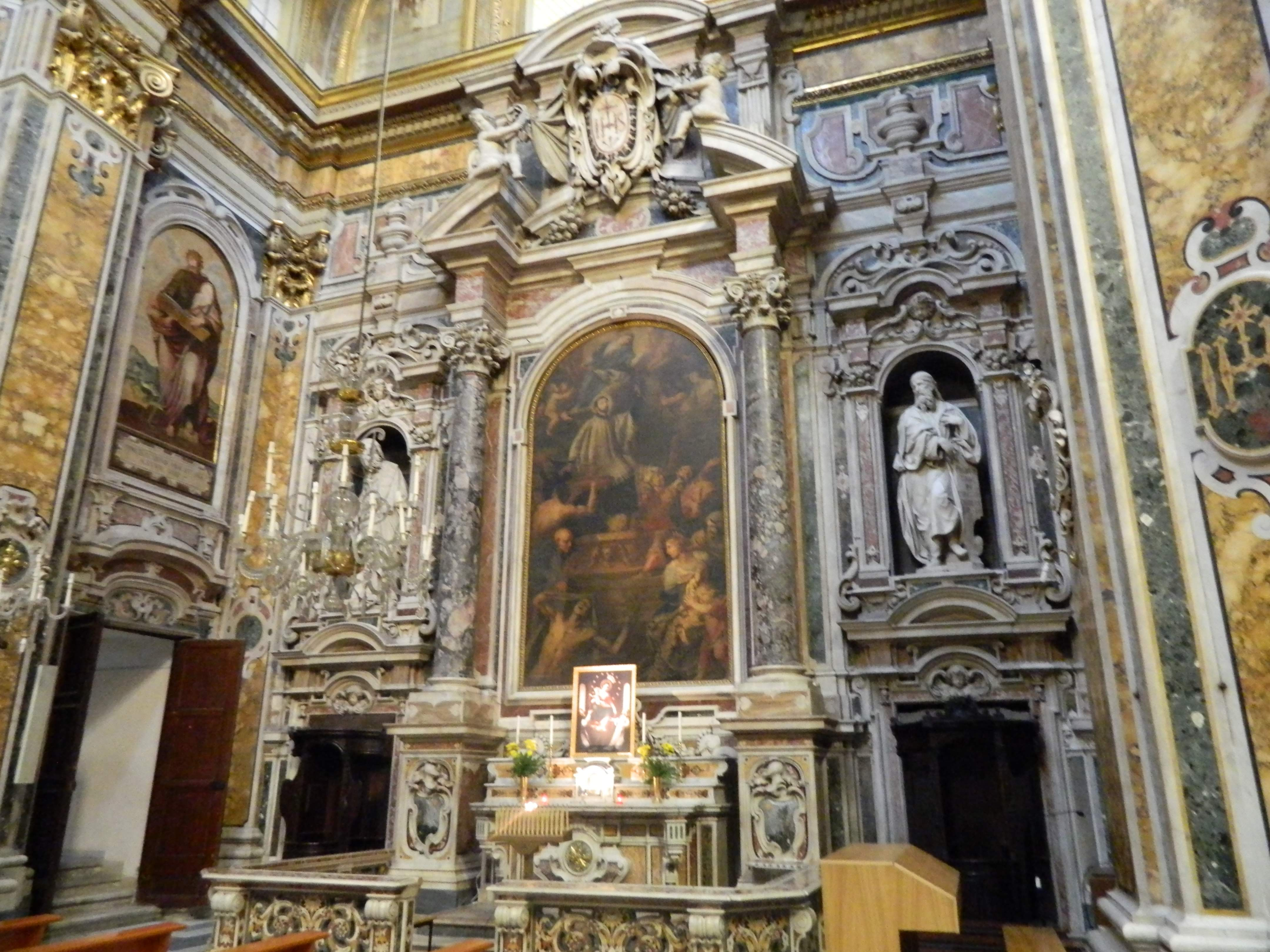
Altare di San Francesco Saverio
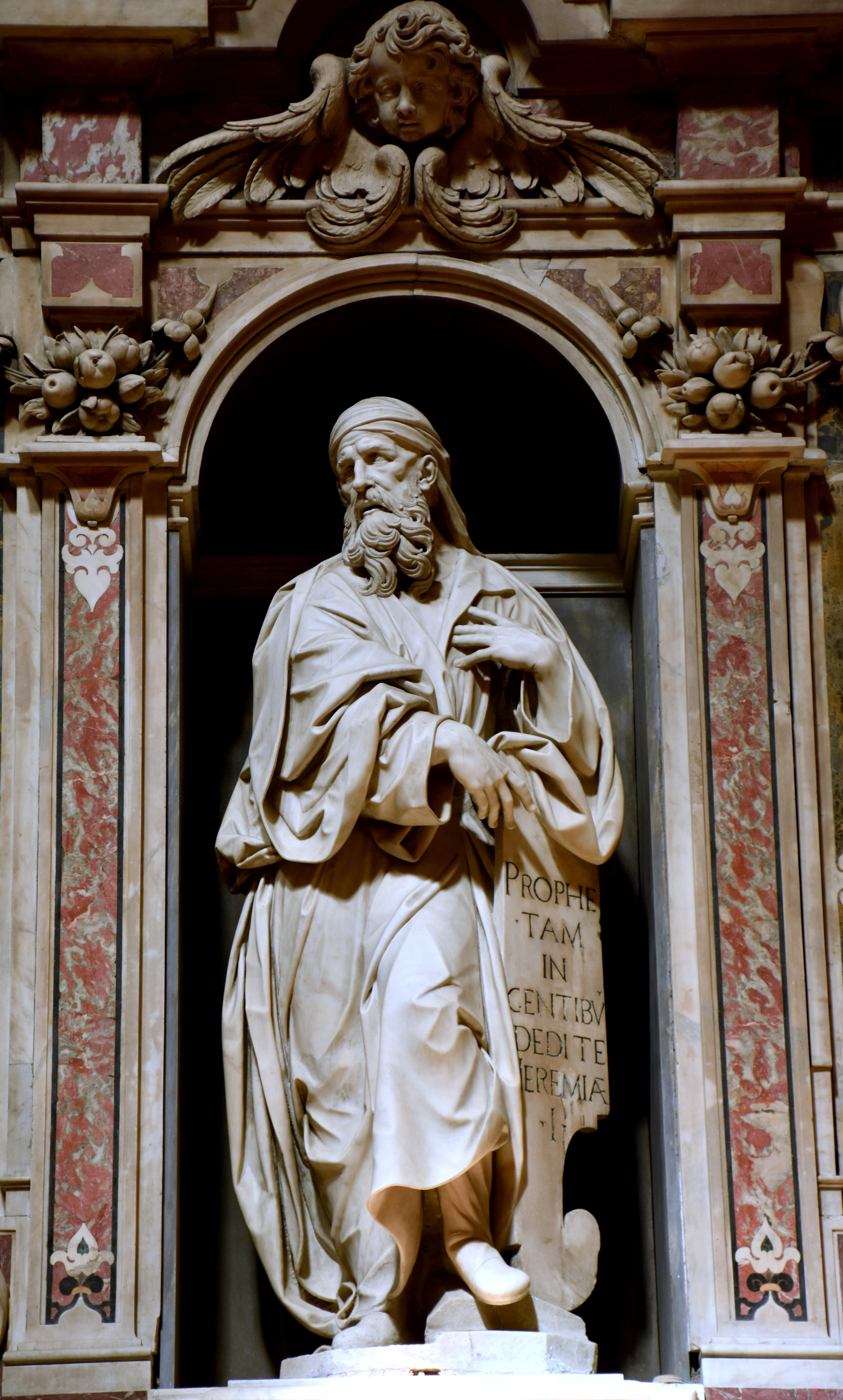
Geremia

Appena un anno dopo Cosimo Fanzago realizza i disegni preparatori per l'altare maggiore le decorazioni in armi commessi dei pilastri della navata e l'altare di sinistra del transetto della chiesa del Gesù Nuovo. L'altare marmoreo è dedicato a Sant'Ignazio, i lavori furono realizzati grazie al lascito economico di Carlo Gesualdo, principe di Venosa morto nel 1613. L'esecuzione dell'opera procede spedita e termina già intorno al 1646, ad eccezione delle due statue nelle nicchie. Fanzago lavora assieme ai due collaboratori Costantino Marasi e Andrea Lazzari, ricevendo un compenso di 17.000 ducati per la decorazione dell'intera cappella. Dopo il soggiorno romano del Fanzago avvenuto tra il 1648 e il 1652, lo scultore realizza nel 1654 le due sculture, tra i massimi capolavori del Seicento napoletano, di Geremia e Isaia.

I lavori degli altari per l'ordine gesuita a Napoli (sia Vecchio che Nuovo) costituiscono due dei momenti decorativi architettonici-scultorei più felici del Fanzago, i cui successi si affiancano a quello del grande altare Filomarino che nel frattempo il Borromini spediva da Roma per il cardinale Ascanio nella chiesa dei Santi Apostoli.

Chiesa del Gesù Nuovo
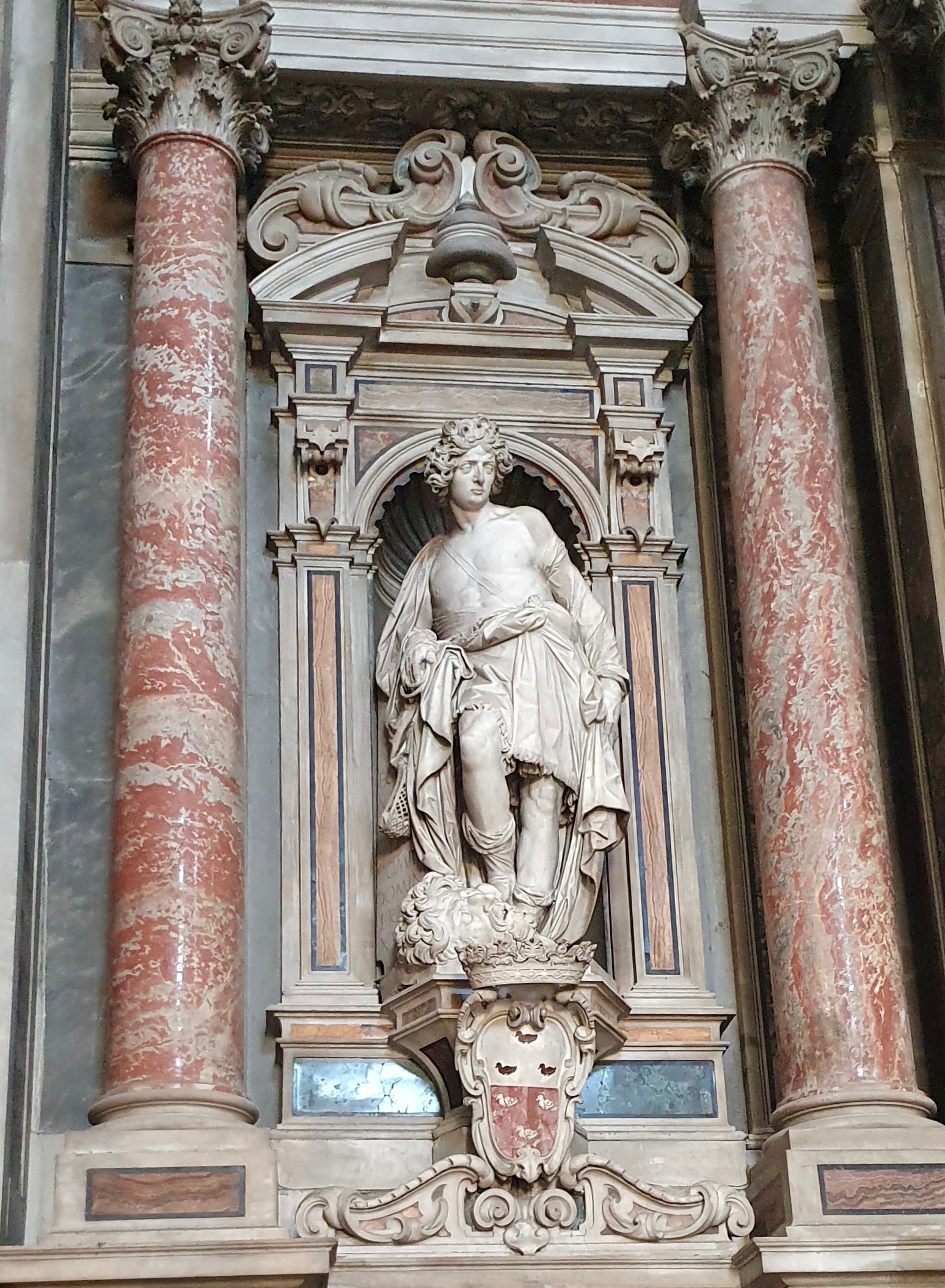
David
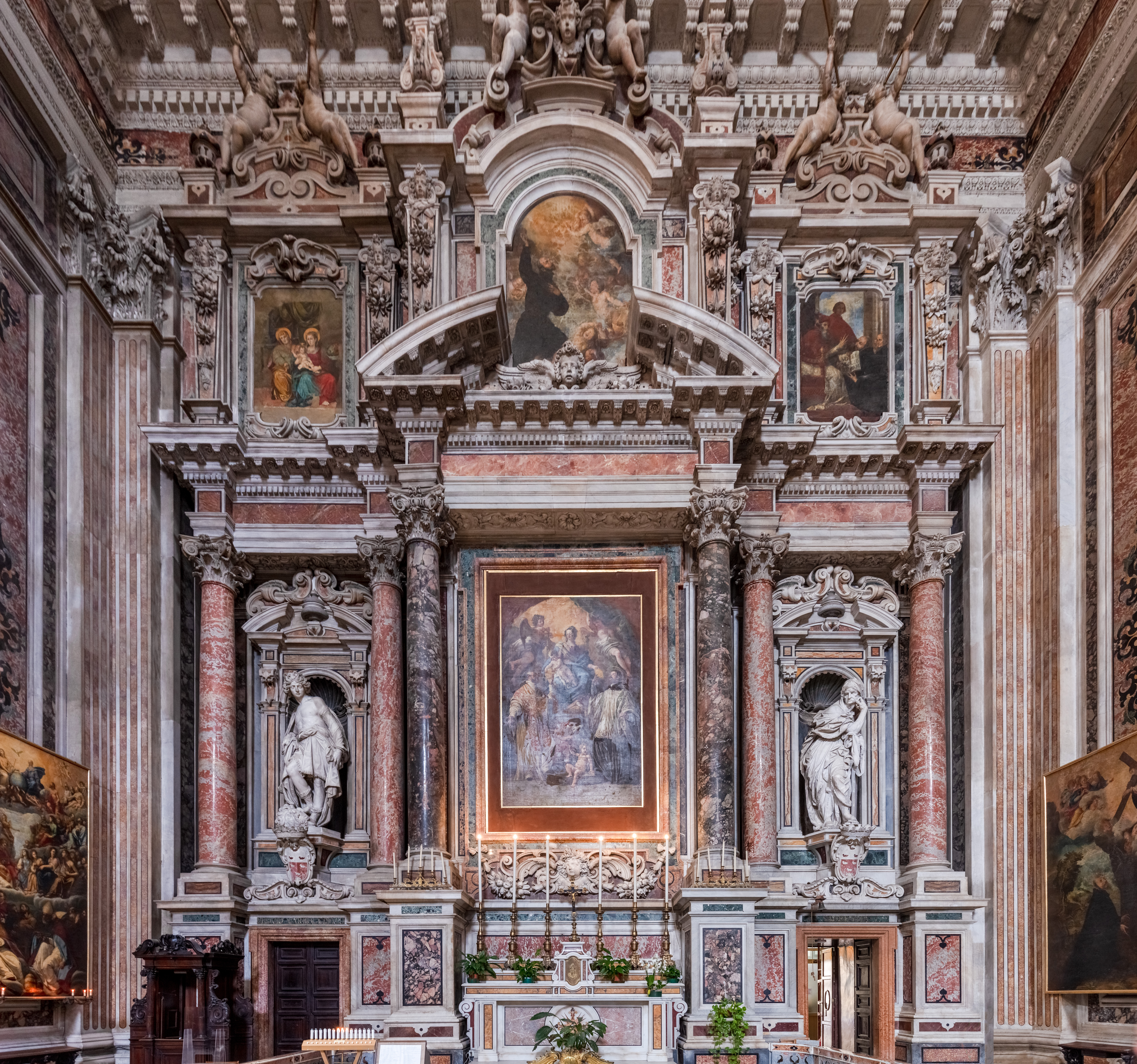
Altare di Sant'Ignazio di Loyola
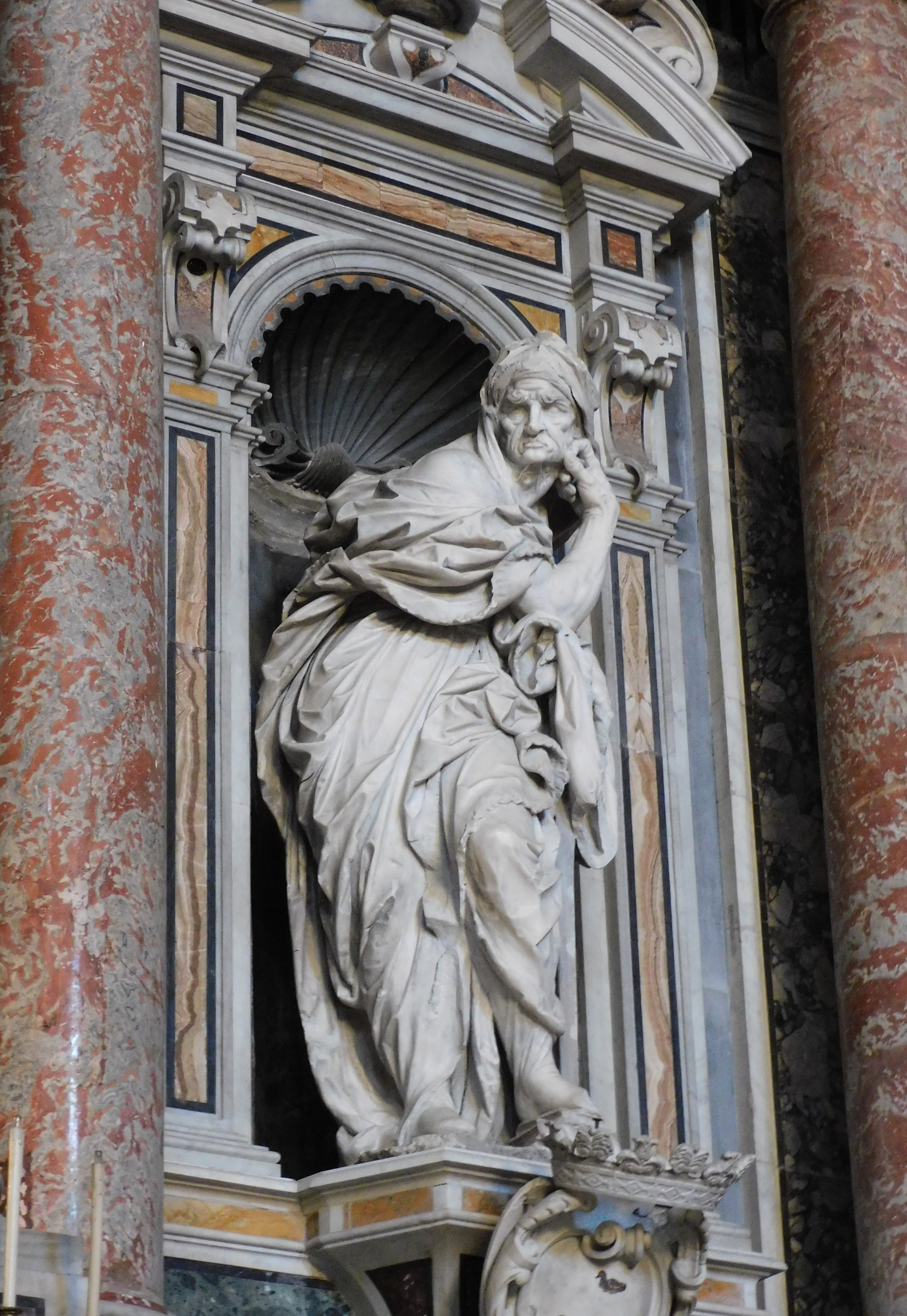
Geremia

La chiesa di San Francesco Saverio, poi intitolata a San Ferdinando nel Settecento, vede interventi di Fanzago nell'impostazione generale dell'architettura, di cui è ascritta la facciata della chiesa, mentre in qualità di scultore e decoratore realizza le due acquasantiere marmoree interne.

#### Gli altari marmorei e gli altri apparati decorativi
Il successo scultoreo del Fanzago si concretizza anche con altre opere, soprattutto altari in marmo commesso, alcuni che costituiscono tra i migliori brani di scultura decorativa seicentesca napoletana nonché elemento distintivo dell'arte del Fanzago. Tra i più preziosi in tal senso vi sono quello della certosa di Serra San Bruno in Calabria, realizzato tra il 1631 e il 1650, l'altare della chiesa di Santa Maria la Nova, realizzato a partire dal 1632, l'altare con balaustra marmorea e lapislazzuli della chiesa Santi Severino e Sossio, compiuto tra il 1633 e il 1635 e che Carlo Celano giudicò tra i più belli di Napoli e d'Italia.
Nel 1638-1639 realizza ancora altri prodigiosi lavori in marmi commessi: l'altare maggiore per la basilica della Santissima Annunziata Maggiore, andato poi perso durante un incendio del 1757 e noto solamente tramite xilografie antiche, la cappella di Santa Teresa d'Avila nella chiesa di Santa Teresa degli Scalzi, uno dei suoi capolavori di arte decorativa, il cappellone di Sant'Antonio e la cappella Cacace, entrambi nella basilica di San Lorenzo Maggiore, che diventano due delle più riuscite espressioni del barocco napoletano, e gli altari maggiori con le rispettive balaustre delle chiese di Santa Maria di Costantinopoli, di San Domenico Maggiore e San Pietro a Maiella (di cui al Fanzago è assegnata la balaustra e il disegno dell'altare, quest'ultimo compiuto materialmente dai fratelli Pietro e Bartolomeo Ghetti).
Tra il 1636 e il 1649 lavora in due occasioni per il vescovo Martín de León y Cárdenas, dapprima a Pozzuoli dove coadiuva il Picchiatti nei rifacimenti del duomo e probabilmente realizza anche in quel caso il progetto per l'altare maggiore in marmi mischi e lapislazzuli della cappella del Santissimo Sacramento, tuttavia perduto, e poi a Palermo, dove disegna nella cattedrale il tabernacolo della cappella del Santissimo Sacramento e le decorazioni in stucco della volta e delle pareti, realizzate da maestranze locali intorno al 1653. A metà degli anni '40 risale anche la commessa dell'altare dell'abbazia di Montecassino e delle decorazioni marmoree della navata, che però subiranno i danni dei bombardamenti alleati del 1944 e che verranno parzialmente ricostruiti successivamente.
Fanzago reinventa ex novo tutta la zona absidale della chiesa, adottando a seconda delle circostanze due tipi di altari: quelli classici "isolati" con balaustra marmorea perimetrale (ad esempio a San Pietro a Majella e ai Santi Severino e Sossio) e quelli a transenna con edicola (a Santa Maria di Costantinopoli, a Santa Maria degli Angeli alle Croci e a Santa Maria la Nova).

Decorazioni in marmi commessi
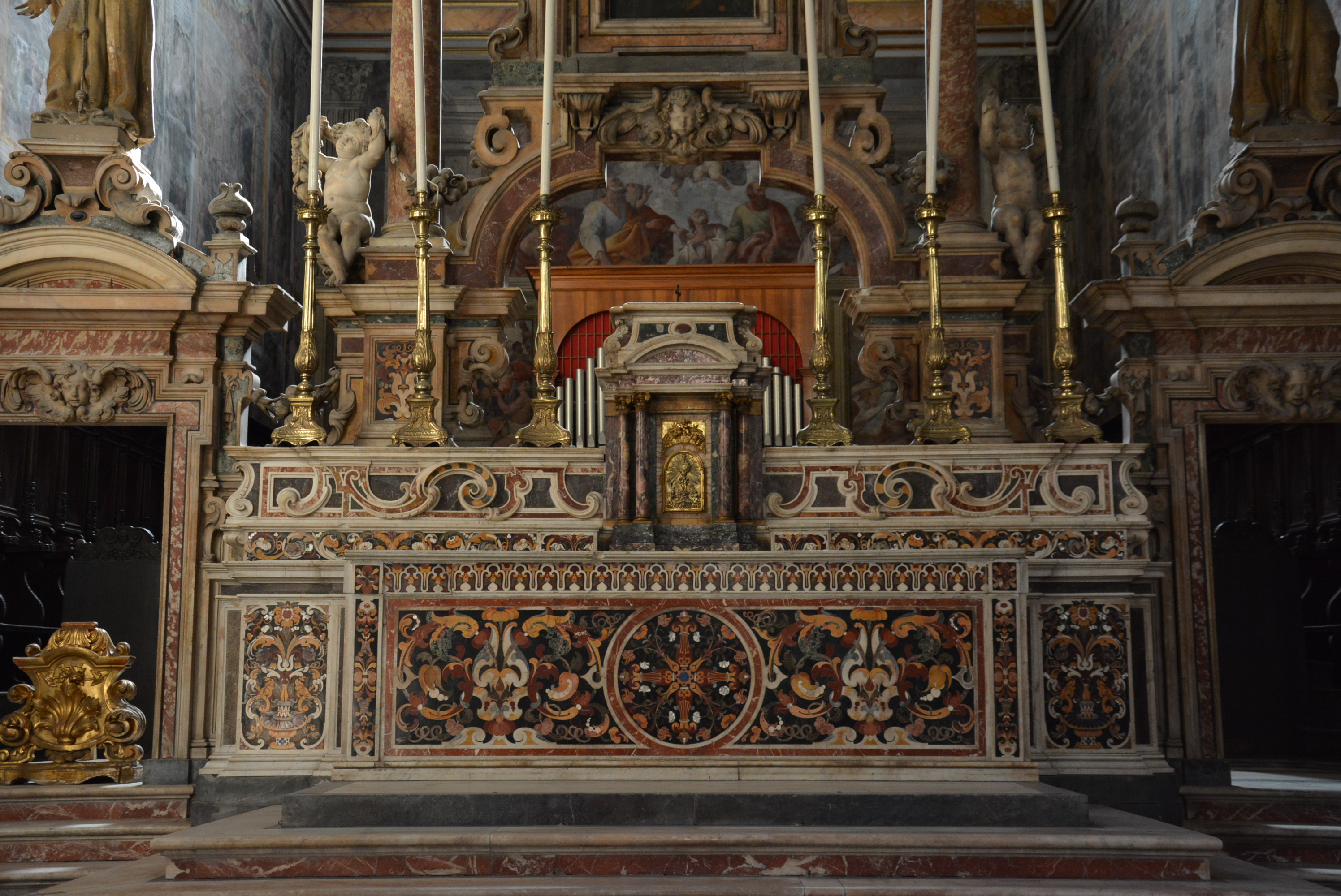
Altare maggiore di Santa Maria la Nova di Napoli (particolare)
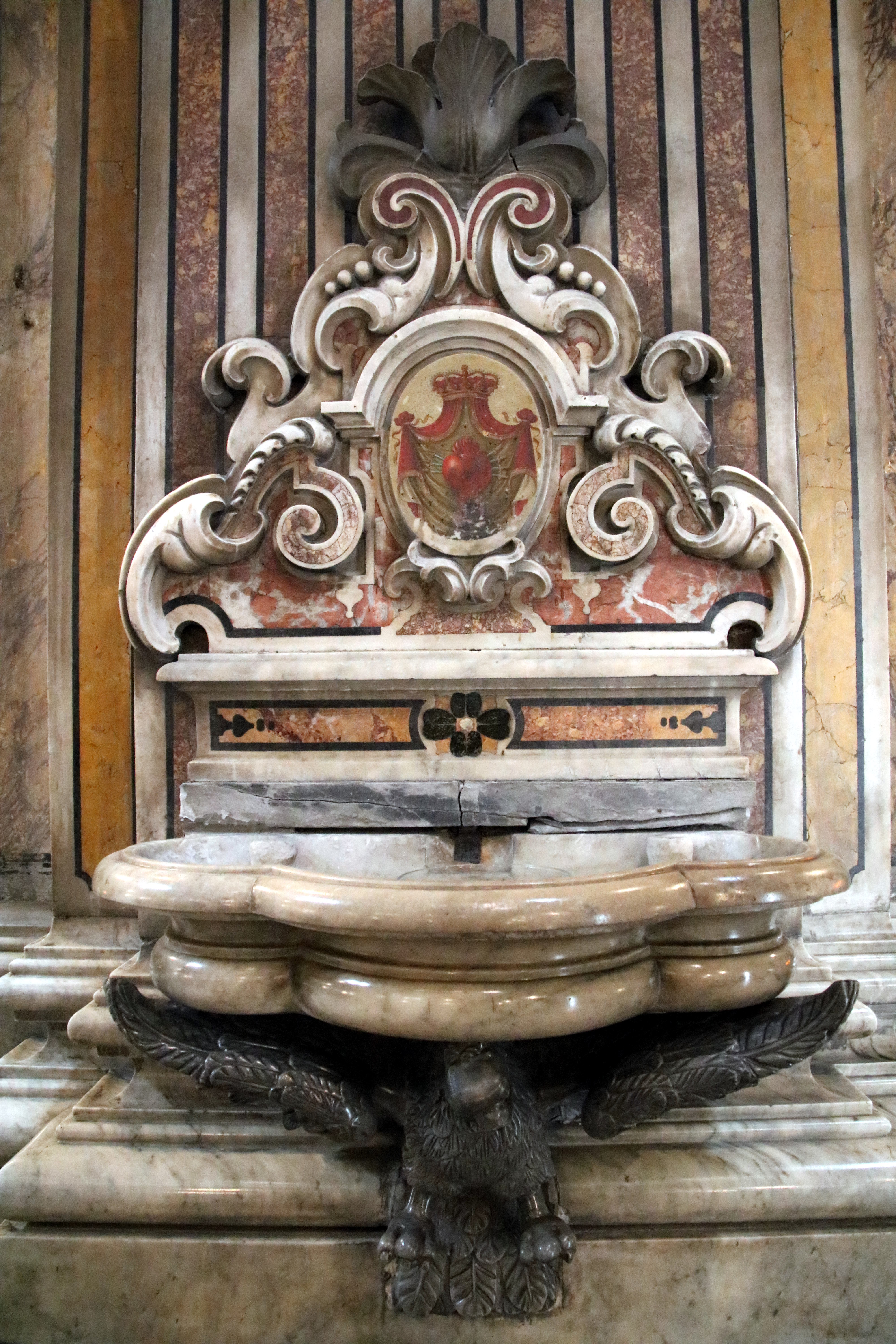
Acquasantiera di San Ferdinando (Napoli)
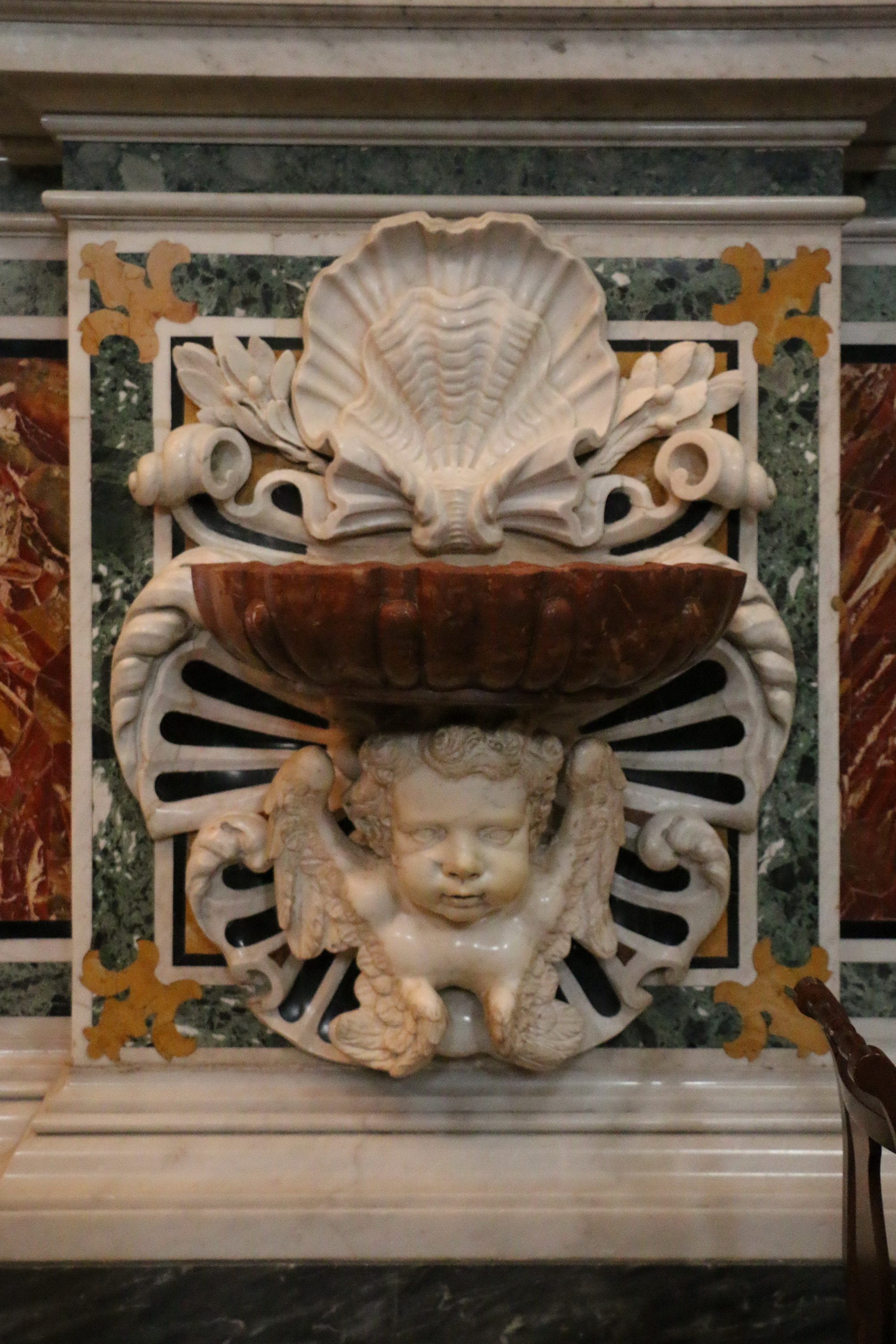
Acquasantiera dell'abbazia di Montecassino
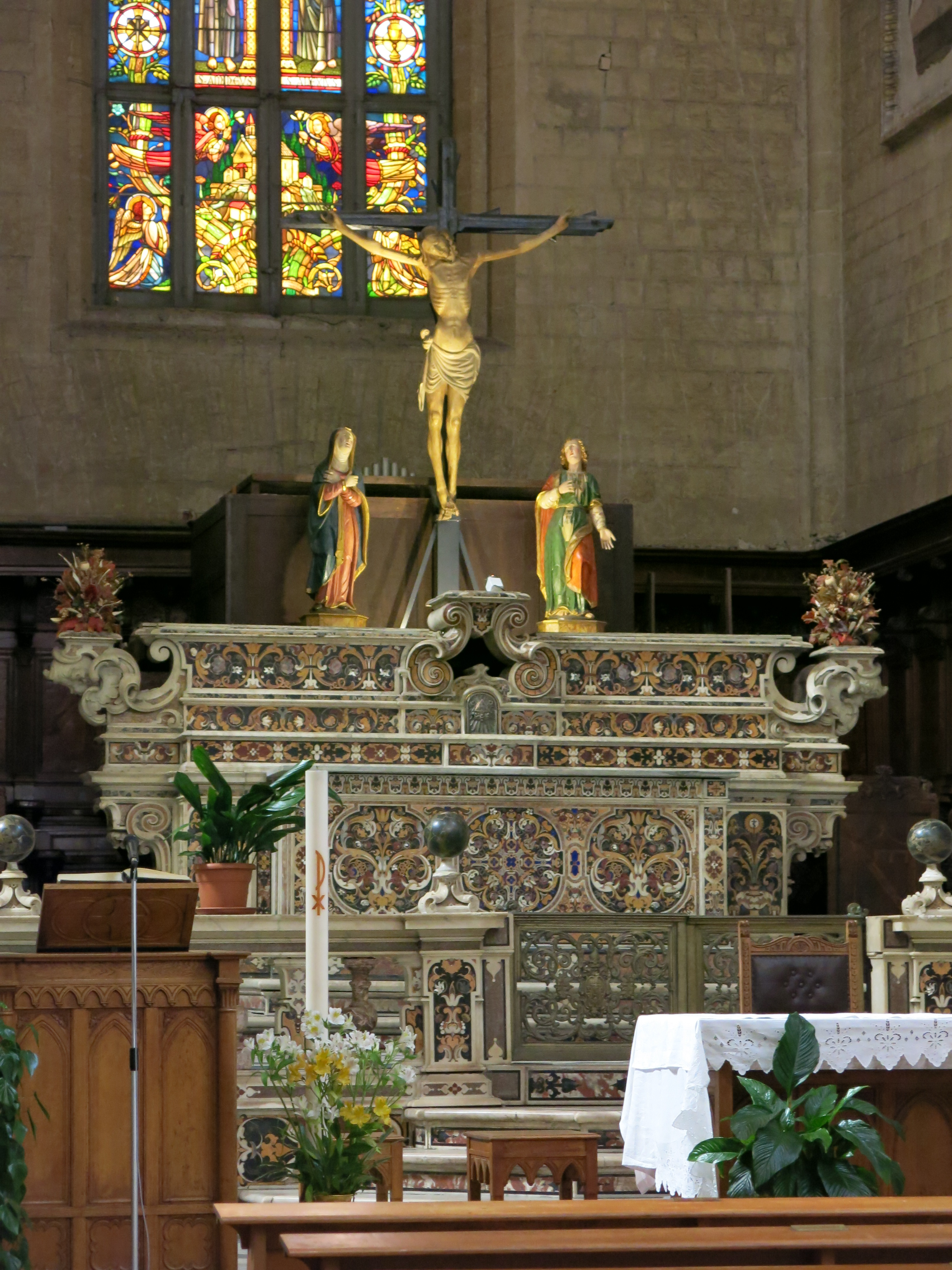
Altare di San Pietro a Majella (Napoli)
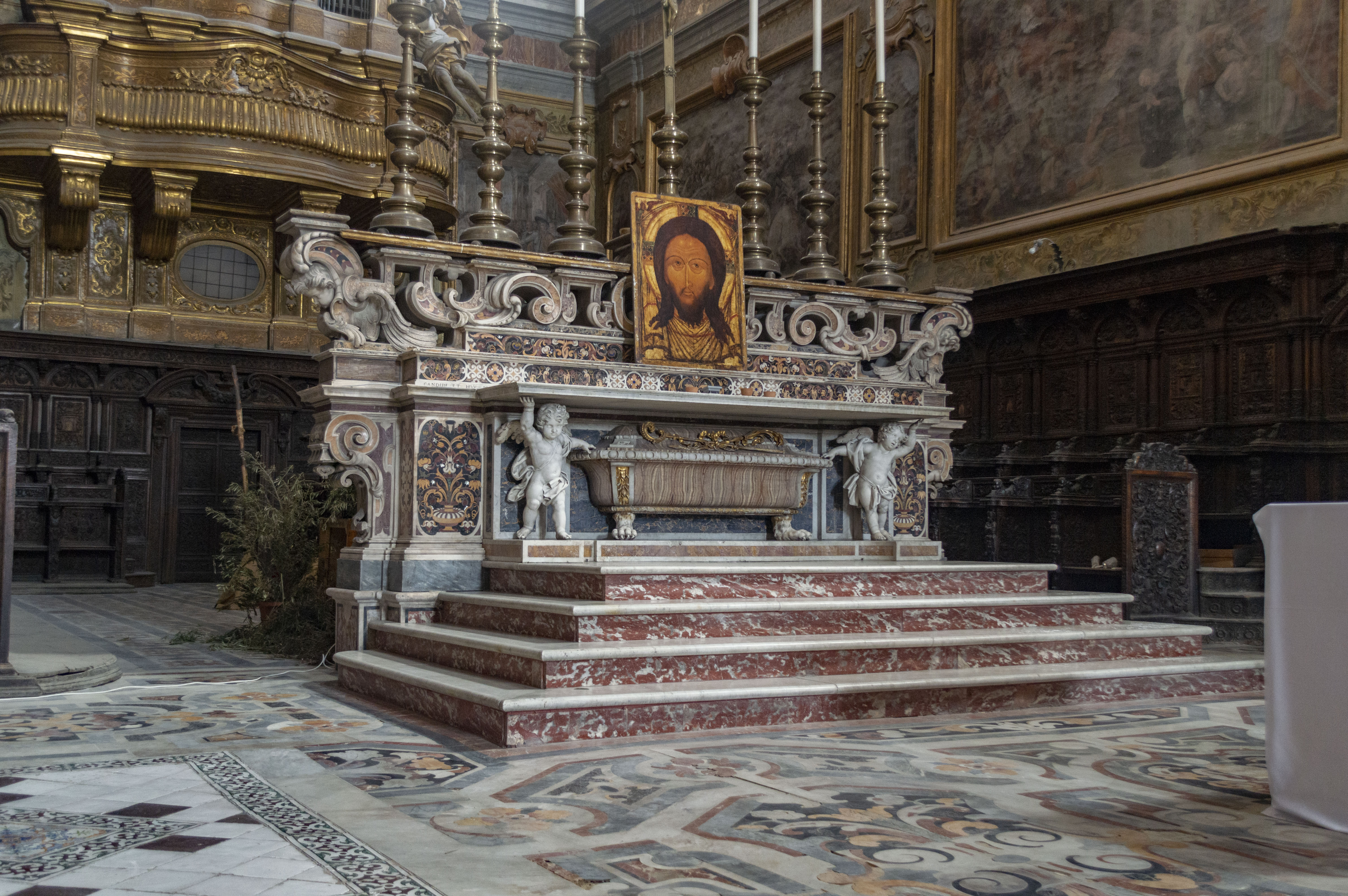
Altare dei Santi Severino e Sossio (Napoli)
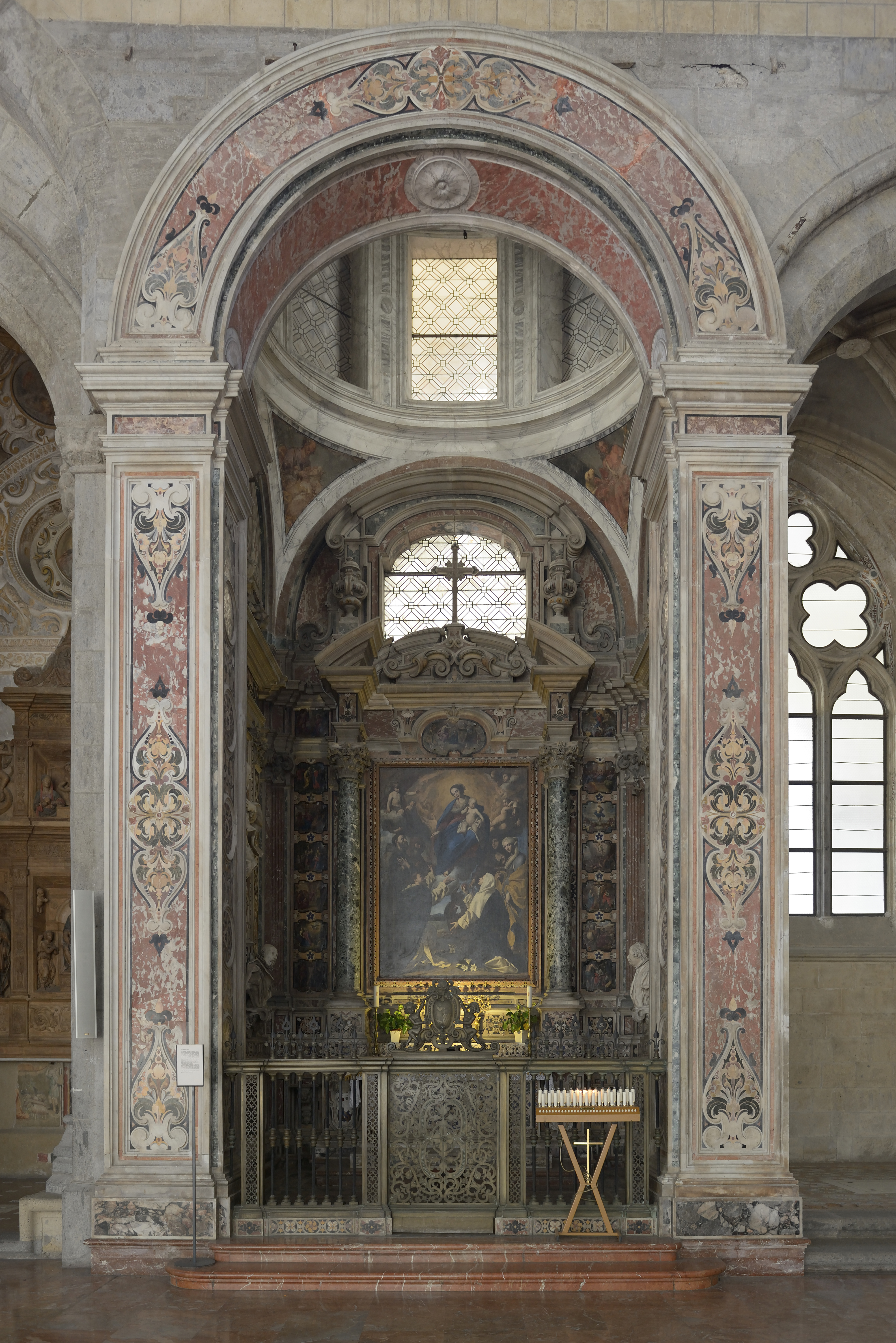
Cappella Cacace (Napoli)
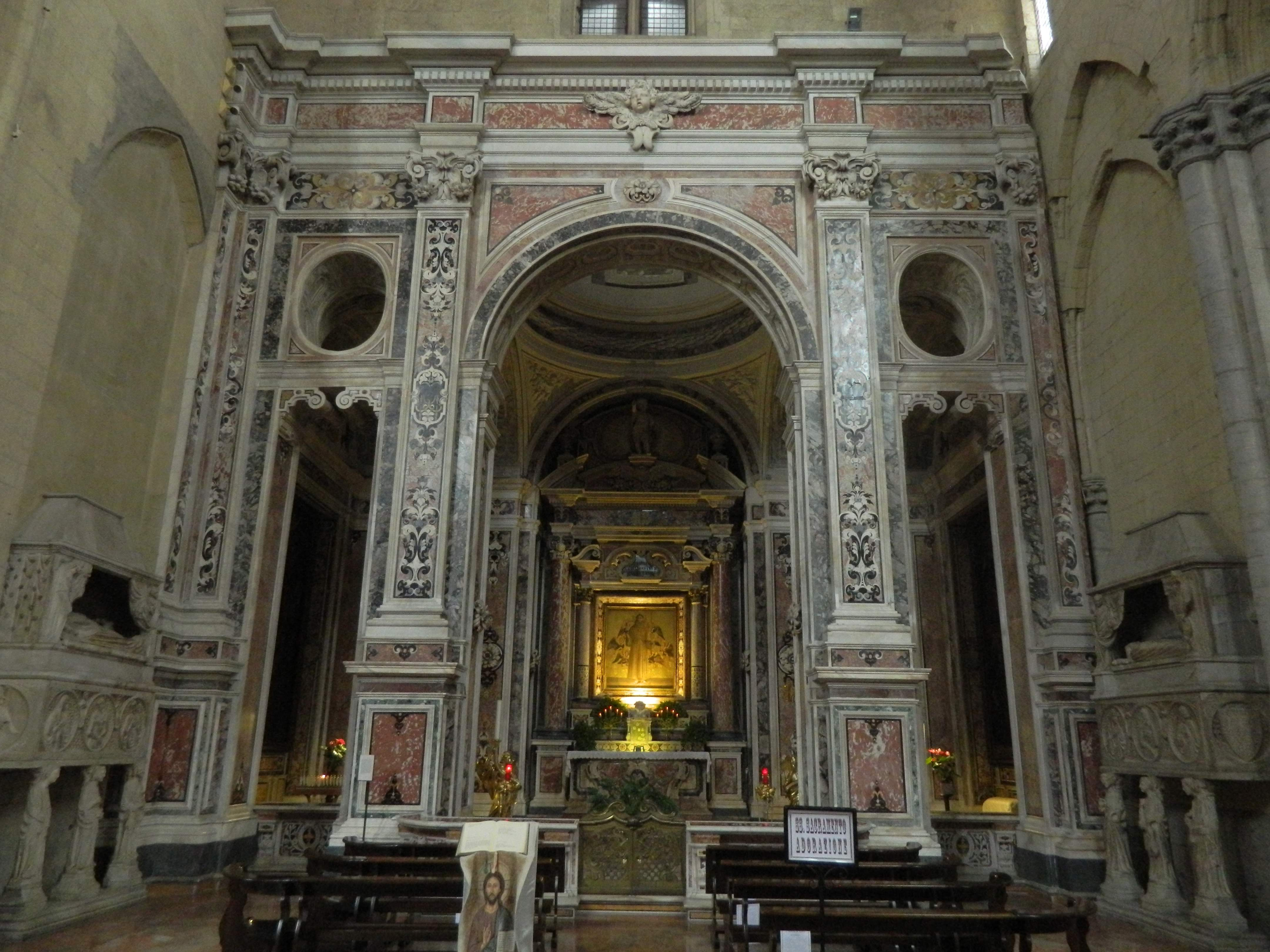
Cappellone di Sant'Antonio (Napoli)

#### L'architettura religiosa, civile e urbanistica

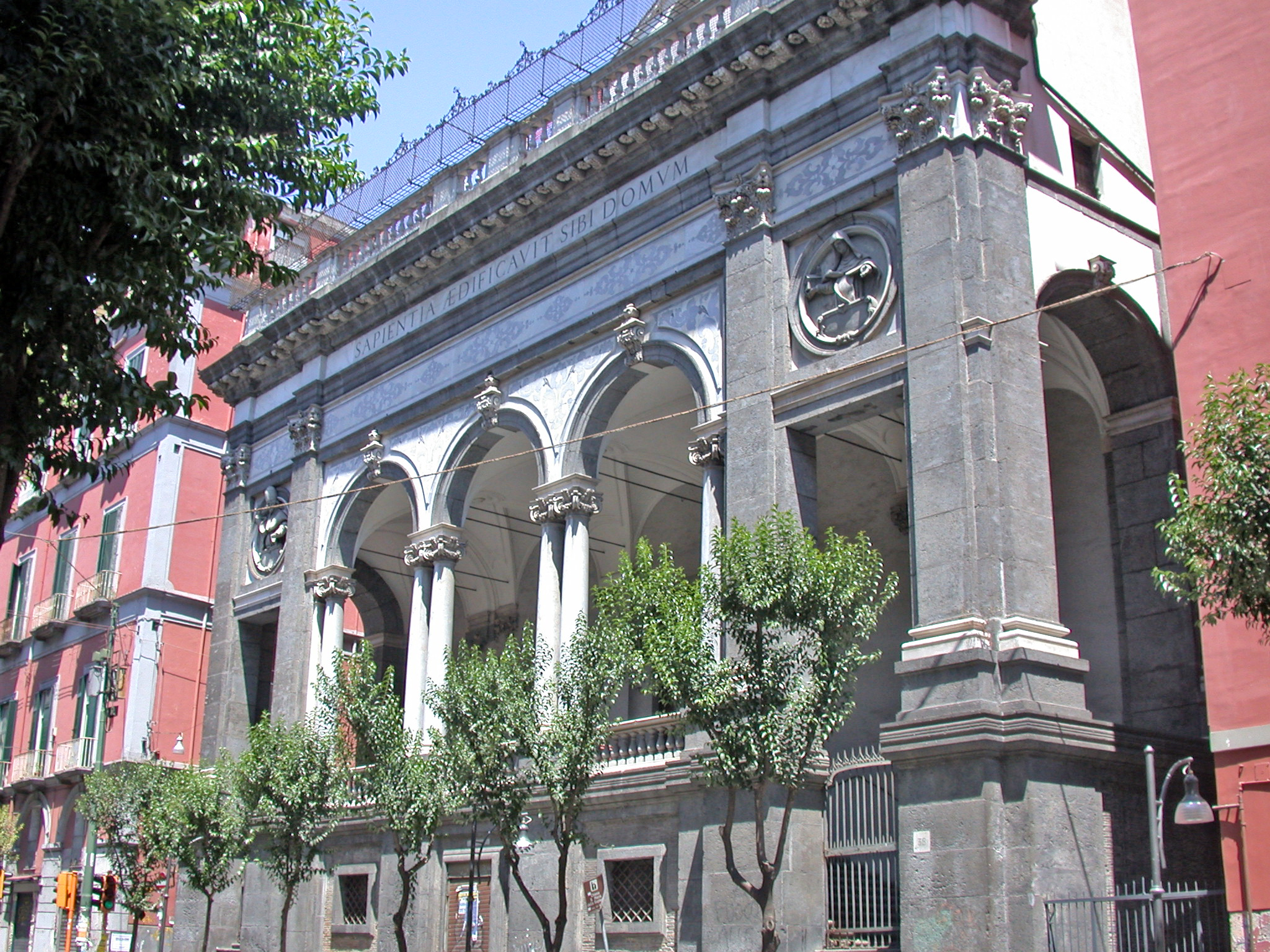
Chiesa di Santa Maria della Sapienza (Napoli)

Il contesto artistico seicentesco napoletano non esonera dallo sviluppo l'ambito architettonico: molti erano i conventi religiosi e i palazzi della nobiltà locale che andavano creandosi e ammodernandosi, pertanto altrettanto numerosi erano gli architetti che operavano in città in quel periodo, tra cui anche il Fanzago che dopo il 1630 inizia a lavorare ai progetti di molti di questi edifici. 
Tra i primi vi sono il rifacimento della facciata della chiesa di Santa Maria della Sapienza, quello del complesso di San Gaudioso, la costruzione della chiesa di San Ferdinando e il rifacimento del complesso della Santissima Trinità delle Monache, in quest'ultimo caso sempre sotto la dipendenza del Di Conforto, dove probabilmente assume quello che è il primo incarico autonomo sotto la veste di architetto, progettando una trasformazione totale degli esterni con la realizzazione della scala, del sagrato, della cupola e di un portale d'ingresso incassato in un arco a tutto sesto.
Nel 1635 per conto del viceré di Monterrey, Fanzago si cimenta anche in opere di urbanistiche, come la fontana del Sebeto (o anche Fonseca, dal nome del viceré), realizzata con la collaborazione del figlio Carlo, l'unico della sua prole a seguire le orme del padre.

Nel 1636 il vescovo di Pozzuoli Martín de León y Cárdenas, in conformità ai dettami della controriforma, dà avvio alla ricostruzione del duomo, di cui gli interventi, progettati da Bartolomeo Picchiatti con la consulenza artistica di Cosimo Fanzago, andarono poi distrutti in un incendio della metà del Novecento. Rimane parzialmente superstite la decorazione della cappella del Santissimo Sacramento, probabilmente progettata dal Fanzago.

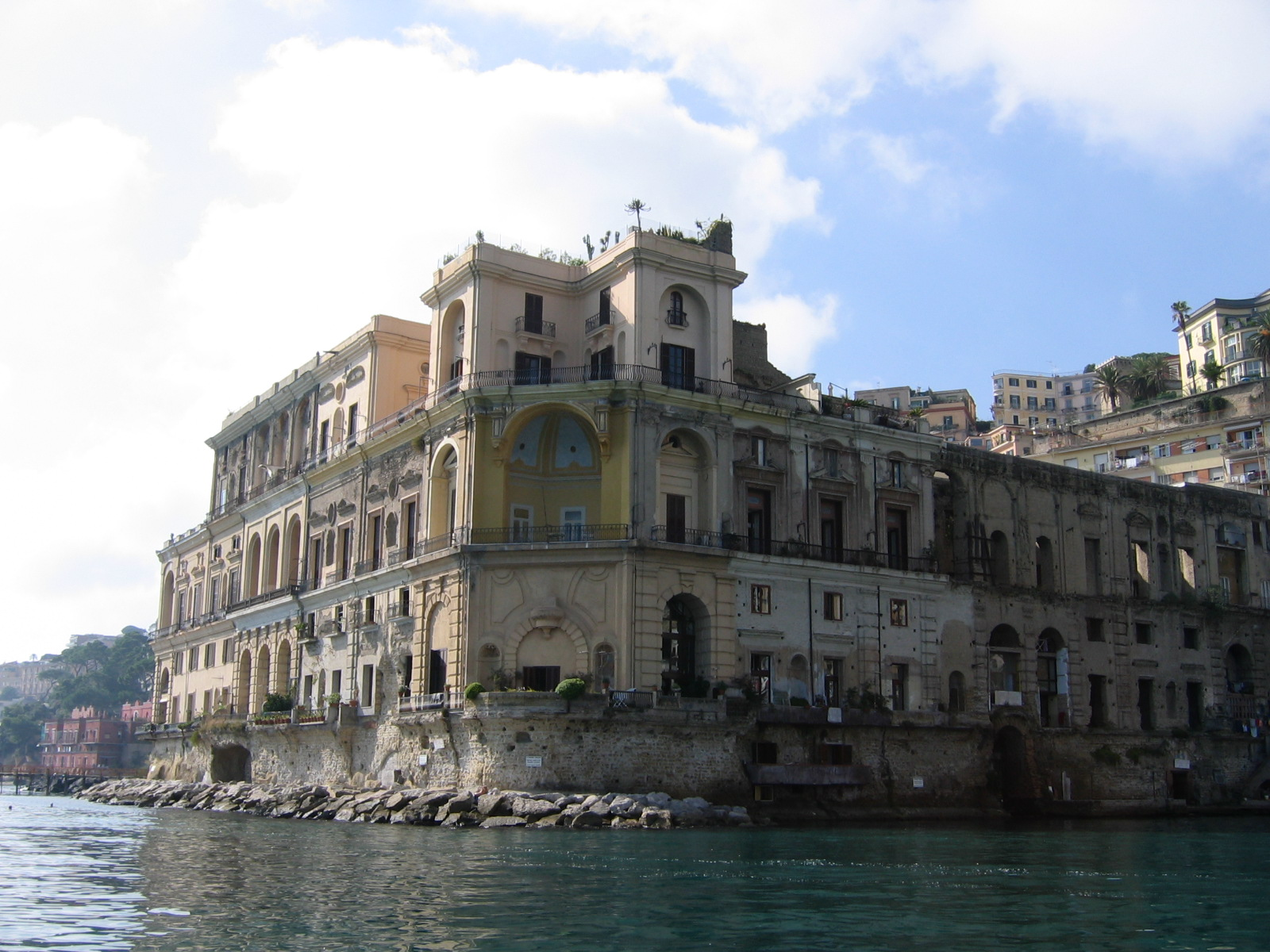
Palazzo Donn'Anna (Napoli)

Lo stesso anno lavora con la collaborazione di Giuliano Finelli al progetto dell'obelisco di San Gennaro, commissionato nel 1636 dalla Deputazione del Tesoro per la scampata devastazione dell'eruzione del 1631. Il monumento, pressoché terminato nel 1645, verrà completato tuttavia solo nel 1660. Nel frattempo l'architetto lavora anche a Pescocostanzo, dove progetta la chiesa del Gesù e Maria, i cui lavori termineranno nel 1636, e al complesso delle clarisse, da cui ne deriva il palazzo che prende il suo nome. 
Nello stesso giro di anni vengono realizzati anche palazzi nobiliari a Napoli: il palazzo Zevallos su via Toledo, quello Firrao su via Costantinopoli, che tuttavia interrompe durante i lavori per controversie con il committente, il quale lamentava ritardi di consegna dei lavori, in particolar modo in riferimento alla richiesta di una scultura da collocare nella cappella gentilizia in San Paolo Maggiore, e quello Barile sulla riviera di Chiaia (poi rifatto in forme ottocentesche).

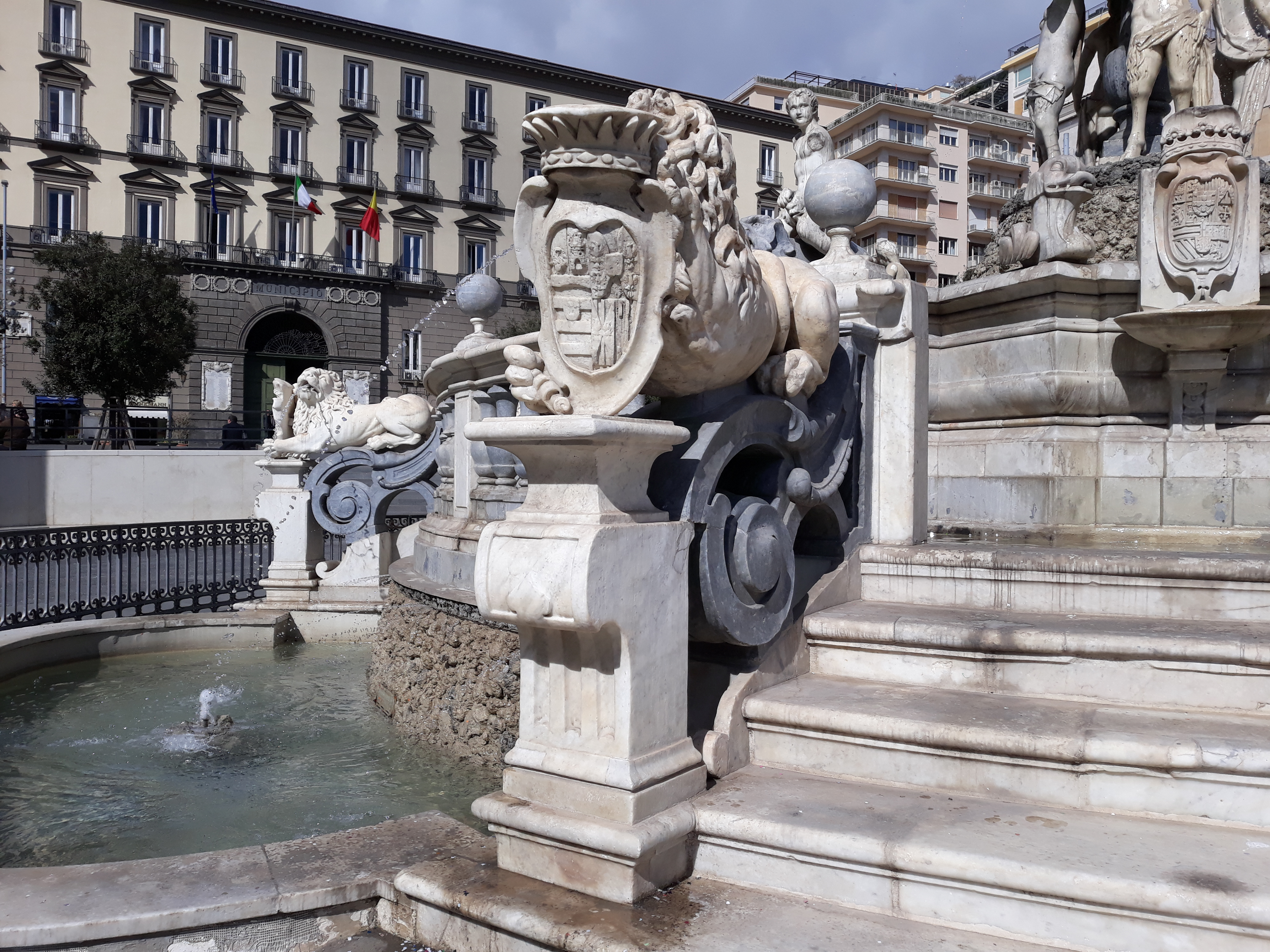
Fontana del Nettuno a Napoli (particolare)

A partire dal 1640 lo si trova presso il palazzo Donn'Anna come direttore dei lavori e come progettista, il cui cantiere tuttavia non vedrà mai la conclusione poiché la committente morirà prematuramente in corso d'opera (1647). Nello stesso anno restaura ed amplia la fontana del Nettuno (o Medina) di Napoli, creando il masso centrale su cui è il dio dei mari e creando le quattro scale con ai lati balaustre e leoni reggi stemma che convergono verso il centro.
Nel 1643 il regio ingegnere e architetto Bartolomeo Picchiatti muore: la medesima carica viene quindi affidata al Fanzago, che consacra così il ruolo di principale architetto del Regno di Napoli.

#### La rivoluzione di Masaniello e la fuga a Roma (1648)
Nel 1647 scoppia la rivoluzione che condusse all'istituzione della Repubblica Napoletana di Masaniello. Cosimo Fanzago rimane coinvolto nella vicenda tanto da figurare molte volte nei documenti legati ai rivoluzionari: fu addirittura autore del gesto eroico che salvò la vita allo scultore Giuliano Finelli dalla condanna a morte avanzata da Gennaro Annese. A seguito della rivolta gli fu commissionato dal viceré Duca di Arcos il famoso cenotafio del Mercato dove fu stabilita la cancellazione della gabella che aveva provocato i tumulti; il cenotafio era costituito da una parte scritta, dove erano annunciati i diritti del popolo, e da una parte statuaria dove vi dovevano essere le statue del viceré, il cardinale Ascanio Filomarino e il re Filippo IV di Spagna.
A seguito della commessa dell'opera Fanzago viene tacciato dal popolo di essere filo-spagnolo e pertanto costretto a fuggire a Roma nel 1648 dove vi rimanee per i successivi cinque anni con brevi ritorni a Napoli.
Nella città papalina, dove prosperava l'attività artistica per i preparativi all'anno giubilare del 1650, Cosimo Fanzago (registrato nei documenti come "cavalier Cosimo napolitano") continua la sua attività di architetto e scultore, oramai riconosciuto su scala nazionale. Il primo cantiere in cui figura è quello della basilica di San Pietro, dove fa parte della cospicua équipe di collaboratori chiamati a decorare i pilastri della navata secondo il progetto del Bernini.
Realizza le acquasantiere nella basilica di Sant'Agostino in Campo Marzio, la facciata dello Spirito Santo dei Napoletani (demolita nel 1853 e ricostruita da Antonio Cipolla), una porta nel refettorio del convento della Santissima Trinità dei Pellegrini, commissionatagli dal sovrintendente ai cantieri di Roma Virgilio Spada, nel 1650, i restauri per la basilica di San Lorenzo in Lucina, dove riduce le tre navate in una con cappelle laterali, e quelli per la basilica di Santa Maria in Via Lata. Il Fanzago partecipa anche al concorso della chiesa di Sant'Agnese in Agone, presentando un progetto simile a quello che in precedenza (intorno al 1648) aveva presentato per la chiesa di Santa Maria Egiziaca a Pizzofalcone a Napoli e che tuttavia non aveva ancora avviato, il quale con molta probabilità influenzò Girolamo Rainaldi, vincitore del bando romano nel 1652.
Da lì a breve Cosimo Fanzago, visto anche il dominio assoluto nel panorama romano del Bernini e Borromini, fa ritorno definitivo a Napoli.

#### Il ritorno a Napoli (1652)
Nella città partenopea il Fanzago in prima battuta completa le fabbriche iniziate nei decenni precedenti, tra cui la cappella dedicata a santa Teresa iniziata anni prima nella chiesa degli Scalzi.
La peste del 1656 non rallenta le commesse: sempre in voga anche in quel periodo, la sua attività si svolge tuttavia più incentrata sull'architettura che sulla scultura. Tra le principali commesse che riceve c'è quella del conte Diomede V Carafa, per il quale ristruttura ex novo il palazzo Maddaloni di via Toledo. Dell'edificio diventano particolarmente suggestivi il loggiato che inventa al primo piano, che dà sulla terrazza del cortile interno, e il portale monumentale in piperno e marmo, decorato con motivi a bugnato che diventa caratteristico nello stile dell'architetto, cui simili soluzioni furono già adottate in precedenza nei portoni di palazzo Zevallos e del complesso delle agostiniane di Salamanca.

La scultura dell'Immacolata in precedenza realizzata per la certosa viene ricollocata nello stesso 1656 nella cappella Palatina di palazzo Reale (oggi ricollocata nel seminario arcivescovile della città) per volere del viceré Avellaneda y Haro, conte di Castrillo. Tra il 1656 e il 1658 lavora al progetto dell'obelisco di San Domenico, che per motivi legati alla poca celerità dell'architetto vede succedergli Francesco Antonio Picchiatti.

Portali monumentali del Fanzago
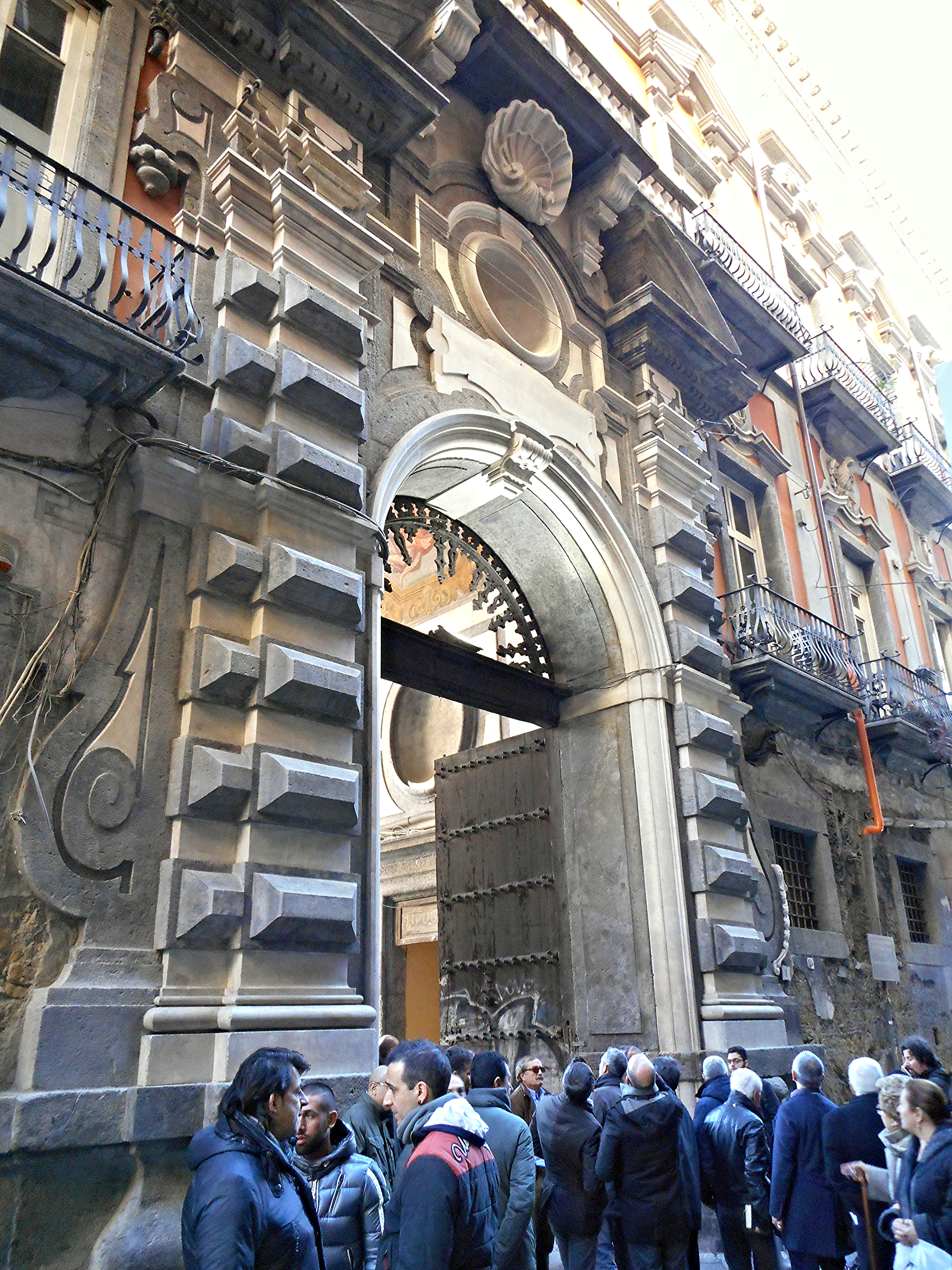
Palazzo Carafa di Maddaloni (Napoli)
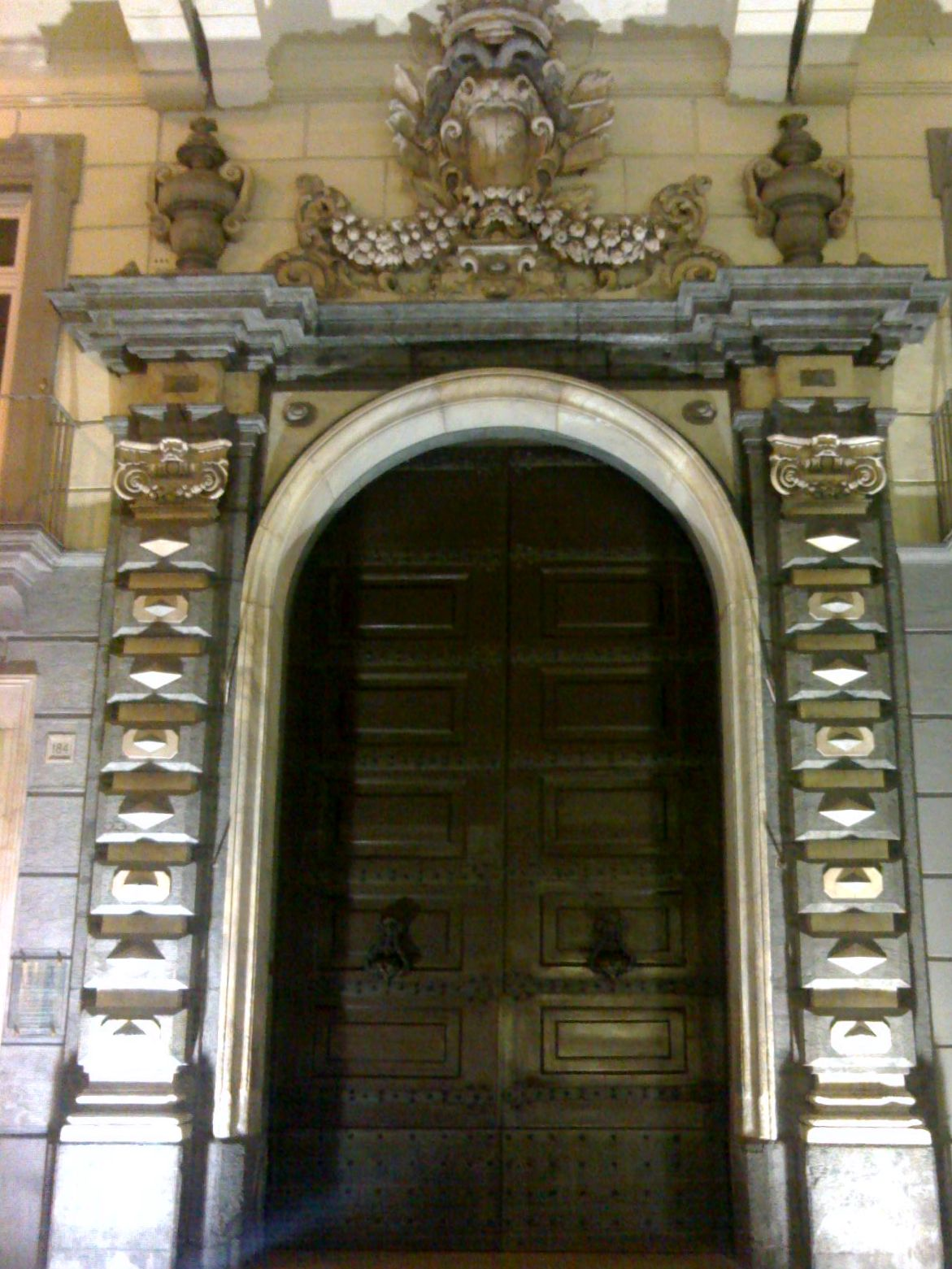
Palazzo Zevallos (Napoli)
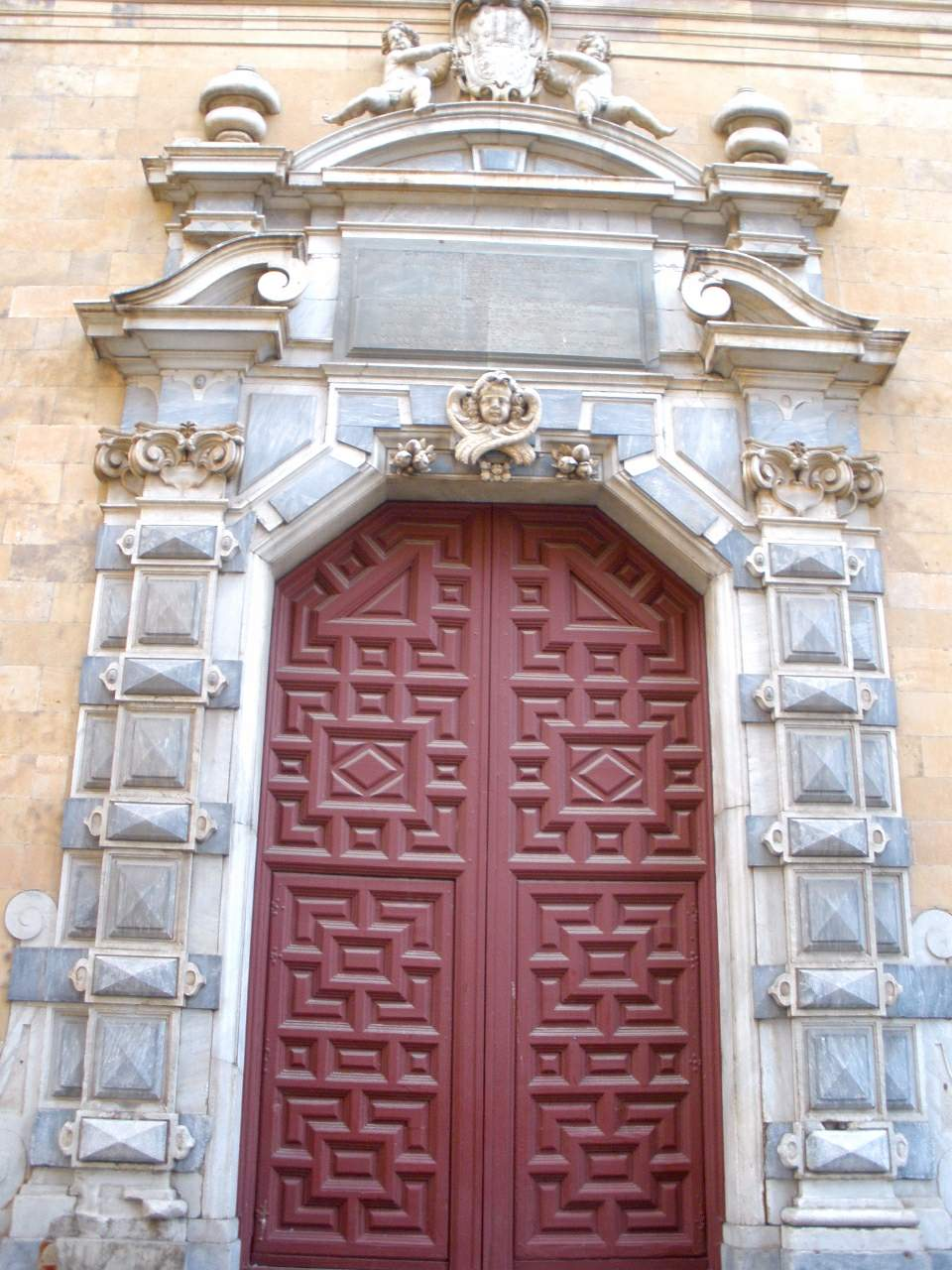
Convento degli Agostiniani (Salamanca)

### Gli ultimi anni (1660-1678)

#### Le commesse del viceré de Bracamonte e la conclusione delle opere per la Deputazione di San Gennaro

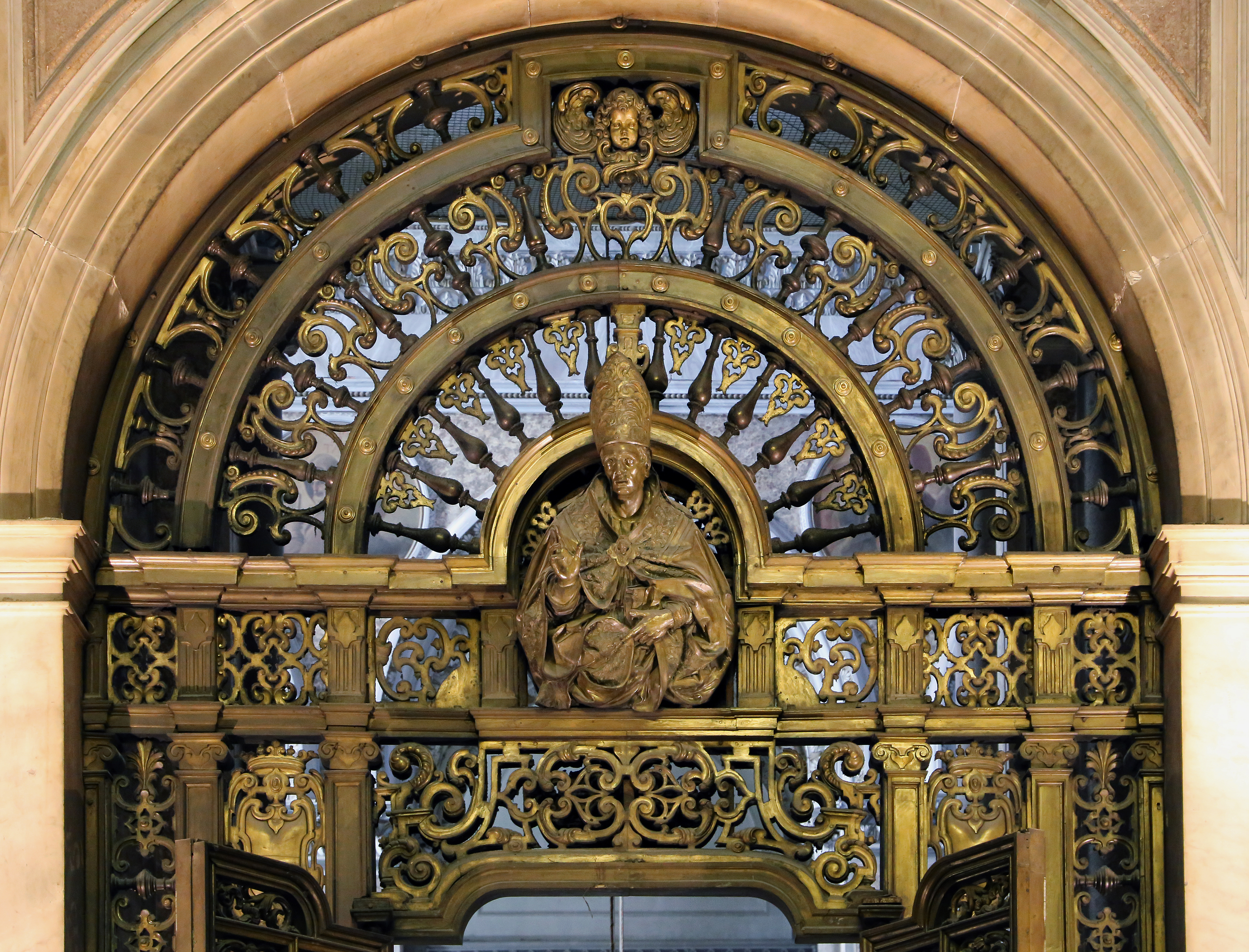
Cancello della cappella di San Gennaro nel duomo di Napoli (particolare)

Il viceré di Napoli in carica dal 1559 al 1664, don Gaspar de Bracamonte y Guzman, conte di Peñaranda, particolarmente devoto al culto di santa Teresa d'Avila, finanzia personalmente al Fanzago i lavori di ricostruzione della chiesa a Chiaia, dove rifà tutto il complesso realizzando anche la statua della santa sull'altare maggiore, la decorazione a stucco interna e la facciata, i cui lavori vengono completati nel 1664 (tuttavia il terremoto del 1688 rende obbligatorio un ampio rimaneggiamento successivo a tutto l'edificio).
Il viceré finanzia nel contempo anche il completamento del convento di San Giuseppe a Montecorvo, che termina nel 1660, e commissiona le decorazioni per la cappella Palatina di palazzo Reale, gravemente danneggiata da un incendio precedente.

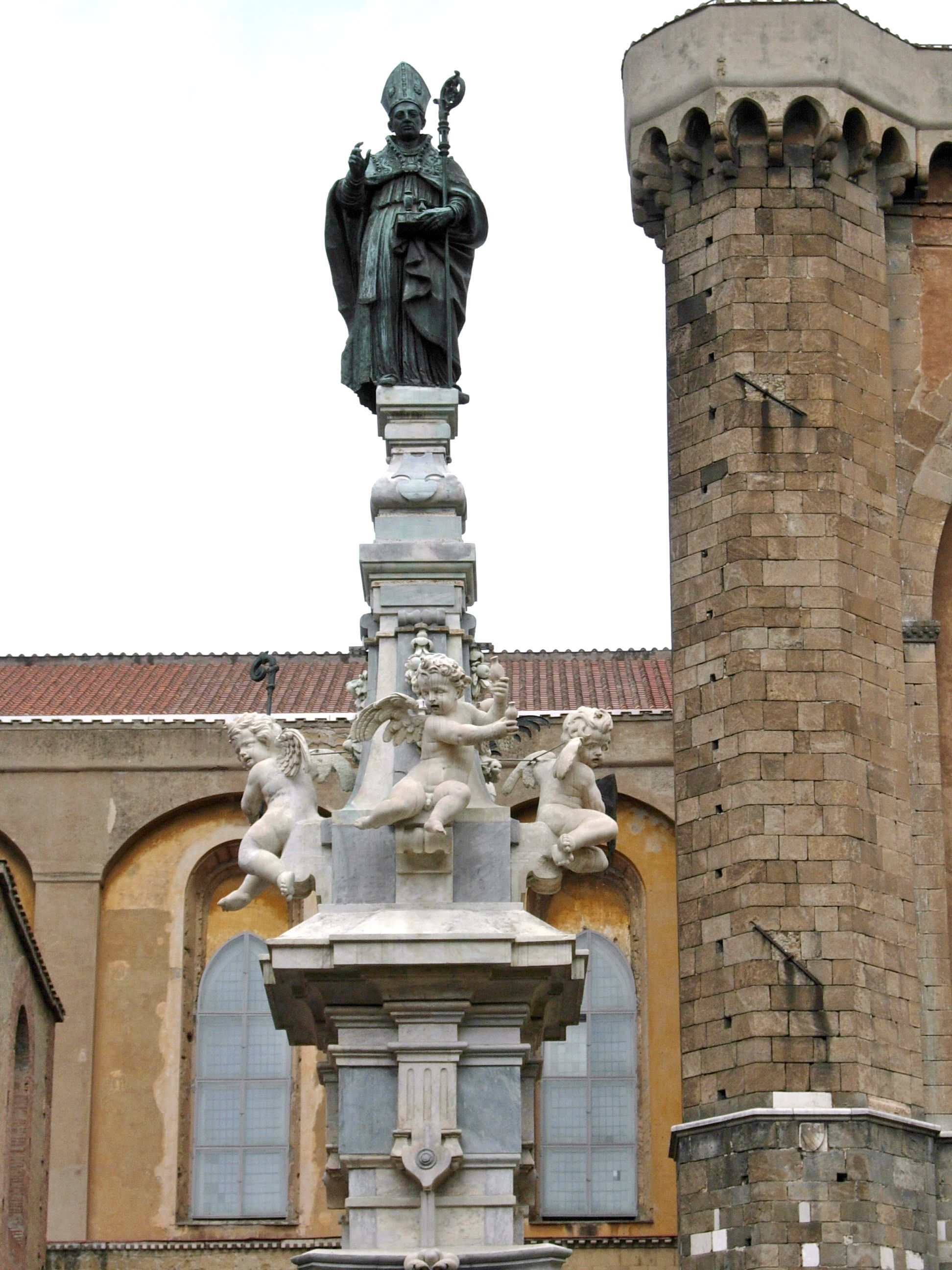
Obelisco di San Gennaro a Napoli (particolare)

Nel 1660 il Fanzago completa intanto l'obelisco di San Gennaro per la Deputazione di San Gennaro, già iniziato nel 1636, che diventerà modello e prototipo di altri successivi della città. Per la stessa Deputazione ultima anche il possente cancello di ottone che dà l'ingresso alla cappella del Tesoro dalla cattedrale di Napoli. L'opera, presa in carico già intorno nel 1629 e che al 1635 ancora non era stato fuso il bronzo della statua, di fatto viene materialmente compiuta solo nel 1668, mediante gli ottonari Biagio Monte e Orazio Scoppa, poi seguiti da Giacinto de Paola e Giovanni Mazzuolo e successivamente ancora da Bartolomeo Rampinelli, Tommaso Fusco e Gennaro Monte. Sulla base della struttura, assieme alla Sirena Partenope recante un cartiglio, il Fanzago realizza in un tondo a mezzorilievo il proprio autoritratto (oggi al Museo nazionale di San Martino).

#### Gli ultimi lavori tra Avellino e Napoli

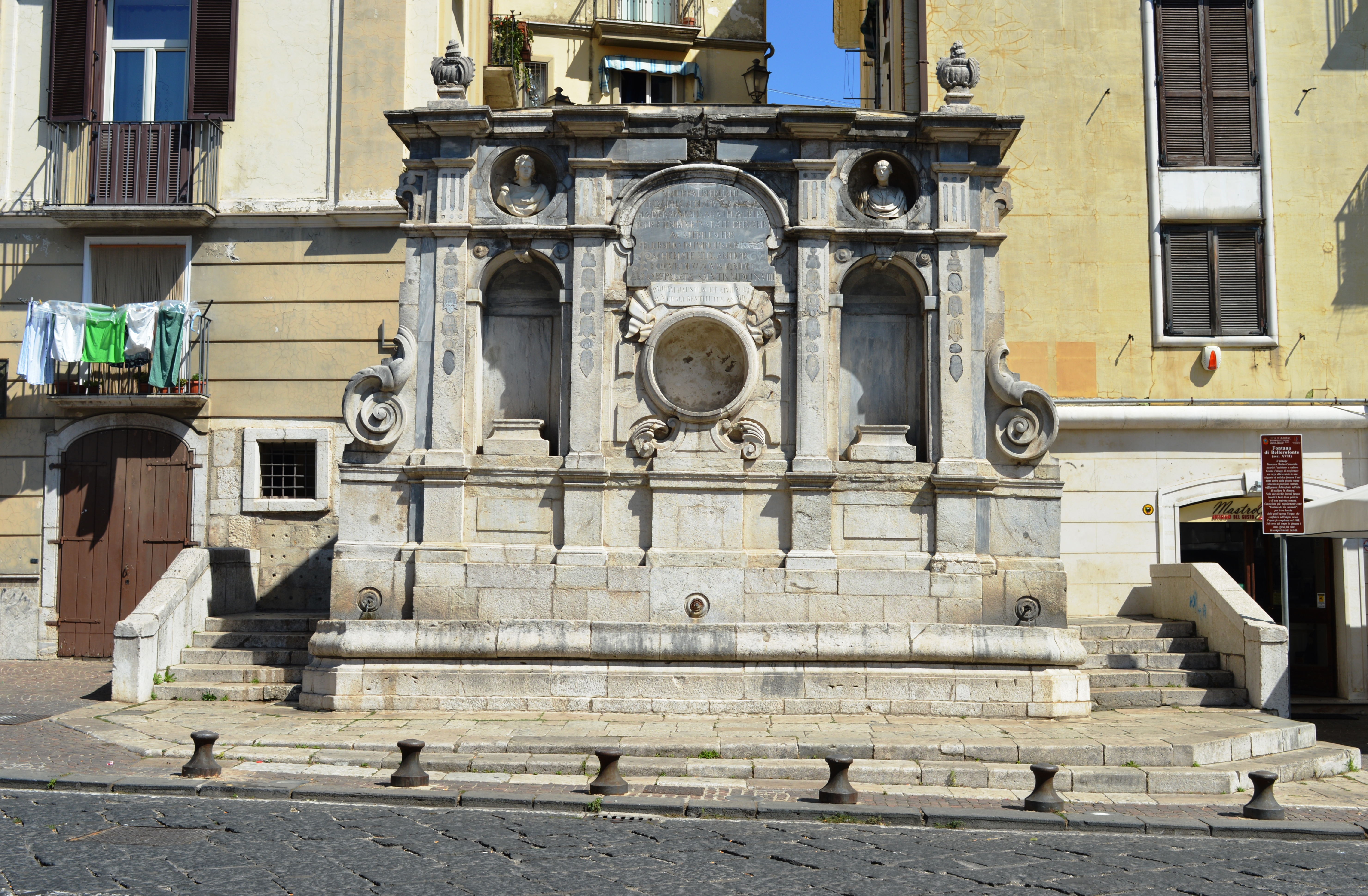
Fontana di Bellerofonte ad Avellino

Dal 1667 Fanzago è ad Avellino, su chiamata di Francesco Marino Caracciolo, dove lavora al palazzo della Dogana e al monumento a Carlo II di Spagna. Nel 1669 restaura e amplia la fontana di Bellerofonte.
A Napoli lavora invece per il viceré Pedro Antonio de Aragón (in carica dal 1666 al 1671) all'Ospedale di San Gennaro, realizzando i disegni per le sculture che decorano la facciata: San Pietro, San Gennaro, Carlo II d'Asburgo e il ritratto del committente.
Le ultime commesse della sua vita lo vedono per lo più attivo come disegnatore e progettista, mentre le opere scultoree sono realizzate dai suoi collaboratori (in particolare nelle fasi finali dell'attività erano frequenti gli interventi di Andrea Falcone e Bartolomeo Mori).
L'ultima opera che progetta il quasi ottantenne Fanzago è il monumento funebre di Fabio Galeota nel duomo di Napoli, realizzata nello stile berniniano della cappella Chigi a Roma, con il ritratto del defunto scolpito a mezzorilievo in un tondo marmoreo, opera materialmente eseguita da Lorenzo Vaccaro, tra i suoi più riusciti allievi.
Negli ultimi anni vengono intanto completate le opere lasciate incompiute, tra cui la ricostruzione della chiesa di Santa Maria Maggiore alla Pietrasanta, iniziata nel 1653, nel pieno della sua attività, e non completata per la sopraggiunta morte nel 1678.

#### La morte (1678)
(Bernardo De Dominici)
Il 13 febbraio 1678 Cosimo Fanzago muore. Fu sepolto nella chiesa vicino alla sua abitazione, in vico dei Cavaioli, Santa Maria ad Ogni Bene dei Sette Dolori. Le opere incompiute saranno continuate dai suoi più stretti collaboratori come Lorenzo Vaccaro e diversi altri.
Il principe di Spezzano don Antonio Muscettola gli dedica un'ode dove vengono esaltate le sue più importanti opere: «Ferì Cosimo le pietre, e quelle stesse / Pietre che egli ferì, rese immortali / E delle pietre al suo ferir più frali / Trofei perenni alla sua gloria eresse / Qualor le fere e qualor l'Uomo le impresse / Co' ferri in sua virtù fatti vitali, / Sciolse il Leone il piè, l'Aquila / l'ali, E l'uom per li occhi le parole espresse. / Pur chi die' vita ai sassi, orbo di vita / giace tra questi sassi e 'n chiari carmi / Nostra sventura a lacrimar ne invita. / Ah che estinta non è, che mentre l'armi / Vibrar contrar' a lui la Morte ardita, / Eternato il mirò dei propri marmi».
La vertenza intrapresa nel 1656 contro i certosini di San Martino si concluderà infine solo il 27 aprile 1700 con la vittoria della figlia Caterina Vittoria.